# Bob Dylan
Robert Dylan (nacido Robert Allen Zimmerman; Duluth, Minnesota; 24 de mayo de 1941), más conocido como Bob Dylan, es un músico, compositor, cantante y poeta estadounidense, ampliamente considerado como una de las figuras más prolíficas e influyentes en la música popular del siglo XX y de comienzos del siglo XXI. En 2016 recibió el Premio Nobel de Literatura.
Gran parte de su trabajo más célebre data de la década de 1960, en la que se dio a conocer como cantautor folk con composiciones como «Blowin' in the Wind» y «A Hard Rain's a-Gonna Fall» con un importante contenido de protesta social. Tras dejar atrás la música folk, Dylan modificó la música popular en 1965 con el álbum Bringing It All Back Home y posteriormente Highway 61 Revisited, uno de los trabajos musicales más influyentes del siglo XX, en el que combinó la música rock con composiciones complejas y literarias influidas por imaginería surrealista. Su primer sencillo, «Like a Rolling Stone», fue elegido como la mejor canción de todos los tiempos por la revista Rolling Stone y alcanzó el segundo puesto en la lista estadounidense Billboard Hot 100.
Tras Highway 61 Revisited, Bob Dylan consolidó su interés por el rock y el blues con trabajos como Blonde on Blonde y exploró nuevos registros musicales como el country rock en Nashville Skyline y Self Portrait. A lo largo de la década de 1970, después de sufrir un accidente de motocicleta en 1966 y no salir de gira durante ocho años, obtuvo un mayor éxito comercial con discos como Planet Waves, Blood on the Tracks y Desire, números uno en su país natal. A finales de la década, abrió una nueva etapa musical con la publicación de Slow Train Coming, con una profunda temática religiosa. Aunque el trasfondo religioso y su interés por la Biblia se mantuvo a lo largo de los años, después de Infidels comenzó a grabar discos con un mayor peso de temas seculares como Knocked Out Loaded y Down in the Groove, que obtuvieron peores resultados comerciales y de crítica.
La carrera musical de Dylan resurgió a finales de la década de 1980 con el lanzamiento de Oh Mercy, producido por Daniel Lanois y calificado por la prensa como el «regreso a la formalidad musical», y con la formación de The Traveling Wilburys con George Harrison, Roy Orbison, Tom Petty y Jeff Lynne. Tras un breve retorno al folk a principios de la década de 1990, en trabajos como Good as I Been to You y World Gone Wrong, Dylan volvió a trabajar con Lanois en Time Out of Mind, un álbum con un «sonido nebuloso y ominoso» que ganó el Grammy al álbum del año en la 40.ª entrega de los premios. Desde Time Out of Mind, publicado en 1997, sus álbumes más recientes —Love and Theft, Modern Times y Together Through Life— han obtenido el respaldo de la prensa musical y del público.
Las letras de Dylan incorporan una variedad de temas sociales, políticos, filosóficos y literarios que desafiaron la música pop convencional existente y apelaron generalmente a la contracultura emergente en la época. Influido por Woody Guthrie, Robert Johnson y Hank Williams, Dylan amplió y personalizó géneros musicales a lo largo de cinco décadas de carrera musical, en las que exploró la tradición musical estadounidense con el folk, el blues, el country, el góspel, el rock and roll y el rockabilly, así como la música folk inglesa, escocesa e irlandesa, pasando por el jazz y el swing. Dylan toca la guitarra, la armónica y los teclados, y respaldado por una alineación de músicos cambiante, ha salido de gira anualmente desde finales de la década de 1980, en lo que se conoce como Never Ending Tour —en español: La gira interminable—.
A lo largo de su carrera, Dylan ha sido reconocido y honrado por sus composiciones, interpretaciones y grabaciones. Sus discos le han valido varios Grammys, Globos de Oro y premios de la Academia, y su nombre se halla en el Salón de la Fama del Rock and Roll, el Salón de la Fama de Compositores de Nashville y el Salón de la Fama de los Compositores. En enero de 1990, fue investido Caballero de la Orden de las Artes y las Letras por el ministro de Cultura de Francia Jack Lang. En 1999, fue incluido en la lista de las cien personas más influyentes del siglo XX elaborada por la revista Time. En el año 2000, ganó el Premio de Música Polar de la Real Academia Sueca de Música, y en 2004 alcanzó el segundo puesto en la lista de los cien mejores artistas de todos los tiempos elaborada por la revista Rolling Stone, después de The Beatles. El 13 de junio de 2007 fue premiado con el Premio Príncipe de Asturias de las Artes, y un año después recibió un reconocimiento honorario del Premio Pulitzer por su «profundo impacto en la música popular y en la cultura norteamericana, marcado por sus composiciones líricas de extraordinario poder poético». En este contexto, desde 1996 diversos autores y académicos nominaron a Dylan para la candidatura del Premio Nobel de Literatura. En mayo de 2012, recibió la Medalla Presidencial de la Libertad por parte del presidente Barack Obama.
El 13 de octubre de 2016, la Academia Sueca le otorgó el Premio Nobel de Literatura por «haber creado una nueva expresión poética dentro de la gran tradición de la canción estadounidense».

## Biografía

### Primeros años y comienzos musicales (1941-1959)

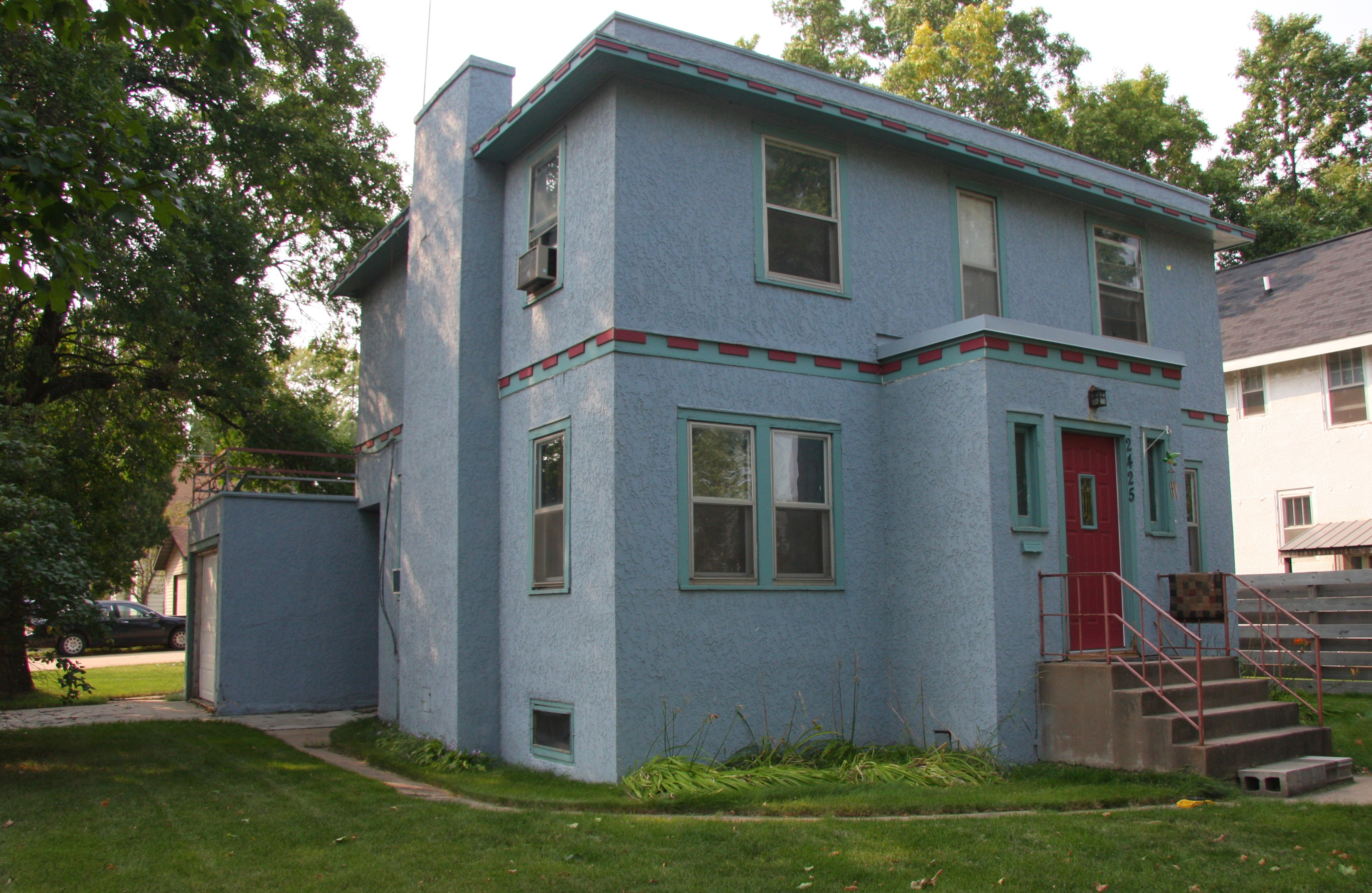
Hogar de Hibbing (Minesota) donde Dylan pasó la mayor parte de su infancia.

Robert Allen Zimmerman (en hebreo: רוברט אלן צימרמאן‎, Shabtai Zisel ben Avraham) nació en el hospital St. Mary de Duluth, Minesota, el 24 de mayo de 1941 y se crio en las colinas de hierro Mesabi, en Hibbing, al oeste del lago Superior. Sus abuelos paternos, Zigman y Anna Zimmerman, emigraron desde Odesa —actual Ucrania— a los Estados Unidos a causa de un pogromo antisemita acaecido en 1905. Por otra parte, sus abuelos maternos, Benjamin y Lybba Edelstein, eran judíos lituanos que llegaron a América en 1902. En su autobiografía Chronicles: Volume One, Dylan escribió que el apellido de su abuela materna era kirguís y que su familia procedía de Kağızman, en la región de Anatolia Oriental al este de Turquía.
Sus padres, Abram Zimmerman y Beatrice «Beatty» Stone, formaban parte de una reducida comunidad judía. Robert Zimmerman vivió en Duluth hasta los seis años, cuando su padre contrajo la poliomielitis y su familia volvió a Hibbing, la ciudad natal de su madre, donde pasó el resto de su infancia. Robert pasó gran parte de su juventud escuchando la radio, primero con emisoras que transmitían blues y country desde Shreveport, Luisiana, y posteriormente con emisoras de rock and roll. Durante su estancia en la escuela superior de Hibbing, formó varias bandas como The Shadow Blasters, de corta duración, o The Golden Chords, donde interpretaba versiones de canciones de Little Richard y de Elvis Presley. Con The Golden Chords, su interpretación del tema de Danny & The Juniors «Rock and Roll is Here to Stay» en el concurso de talentos de la escuela fue tan ruidosa que el director se vio obligado a apagarle el micrófono. En 1959, Robert escribió como principal ambición en el anuario de la escuela: «Unirme a Little Richard». El mismo año, usando el seudónimo de Elston Gunn, acompañó a Bobby Vee tocando el piano e improvisando palmas durante dos conciertos.
Dylan ha evocado esa época en estos términos: “El pueblo en el que crecí estaba totalmente apartado del centro de la cultura. Estaba fuera de los márgenes del momento. Tenías todo el pueblo para vagabundear. Simplemente había bosques, cielo, ríos y corrientes, invierno, verano, primavera y otoño. La cultura se basaba fundamentalmente en circos y carnavales, predicadores y pilotos, espectáculos para leñadores y cómicos, bandas de música y programas de radio excepcionales”.
Zimmerman se trasladó a Mineápolis en septiembre de 1959 para matricularse en la Universidad de Minnesota. Durante la época, su inicial interés por el rock and roll dejó paso a un mayor acercamiento al folk estadounidense. En 1985, Dylan explicó su atracción por la música folk: «Lo que pasaba con el rock and roll es que para mí, de todos modos, no era suficiente... Había muy buenas frases pegadizas y un ritmo contagioso, pero las canciones no eran serias o no reflejaban la vida de un modo realista. Supe que cuando me metí en la música folk, era una cosa más seria. Las canciones estaban llenas de tristeza, de triunfo, de fe en lo sobrenatural, y tenían sentimientos más profundos». Durante su estancia en Mineápolis, comenzó a tocar en el Ten O'Clock Scholar, una cafetería a pocos bloques del campus universitario, y se involucró activamente en el circuito local de música folk de Dinkytown.
Durante sus días en Dinkytown, Zimmerman comenzó a cambiar su nombre. Según el biógrafo Robert Shelton, confió su nuevo nombre a su por entonces novia, Echo Helstrom, a quien dijo que había encontrado «un gran nombre, Bob Dillon». Shelton conjeturó que el nombre de Dillon procedía de dos fuentes: de Matt Dillon, de la serie de televisión Gunsmoke, y de los Dillon, una de las principales familias de Hibbing. Cuando Shelton comenzó a escribir su biografía a mediados de la década de 1960, Dylan le dijo: «Di en tu libro que yo no tomé mi nombre de Dylan Thomas. La poesía de Dylan Thomas es para gente que no está realmente satisfecha en la cama, para gente que excava en el romance masculino». Shelton añadió que solo cuando llegó a Nueva York en 1961, Zimmerman comenzó a deletrear su apellido como «Dylan», momento en que ya estaba familiarizado con la obra del poeta Dylan Thomas.
No obstante, el propio Dylan reconoció en Chronicles, Volume One que había estado influido por Dylan Thomas a la hora de cambiar su nombre artístico: «Había visto algunos poemas de Dylan Thomas. La pronunciación de Dylan y Allyn era similar. Robert Dylan. Robert Allyn. La letra D tenía más fuerza. Sin embargo, el nombre Robert Dylan no era tan atractivo como Robert Allyn. La gente siempre me había llamado Robert o Bobby, pero Bobby Dylan me parecía cursi, y además ya estaban Bobby Darin, Bobby Vee, Bobby Rydell, Bobby Neely y muchos otros Bobbies. La primera vez que me preguntaron mi nombre en Saint Paul, instintiva y automáticamente solté: Bob Dylan».

### Década de 1960

#### Traslado a Nueva York y contrato con Columbia (1960-1962)

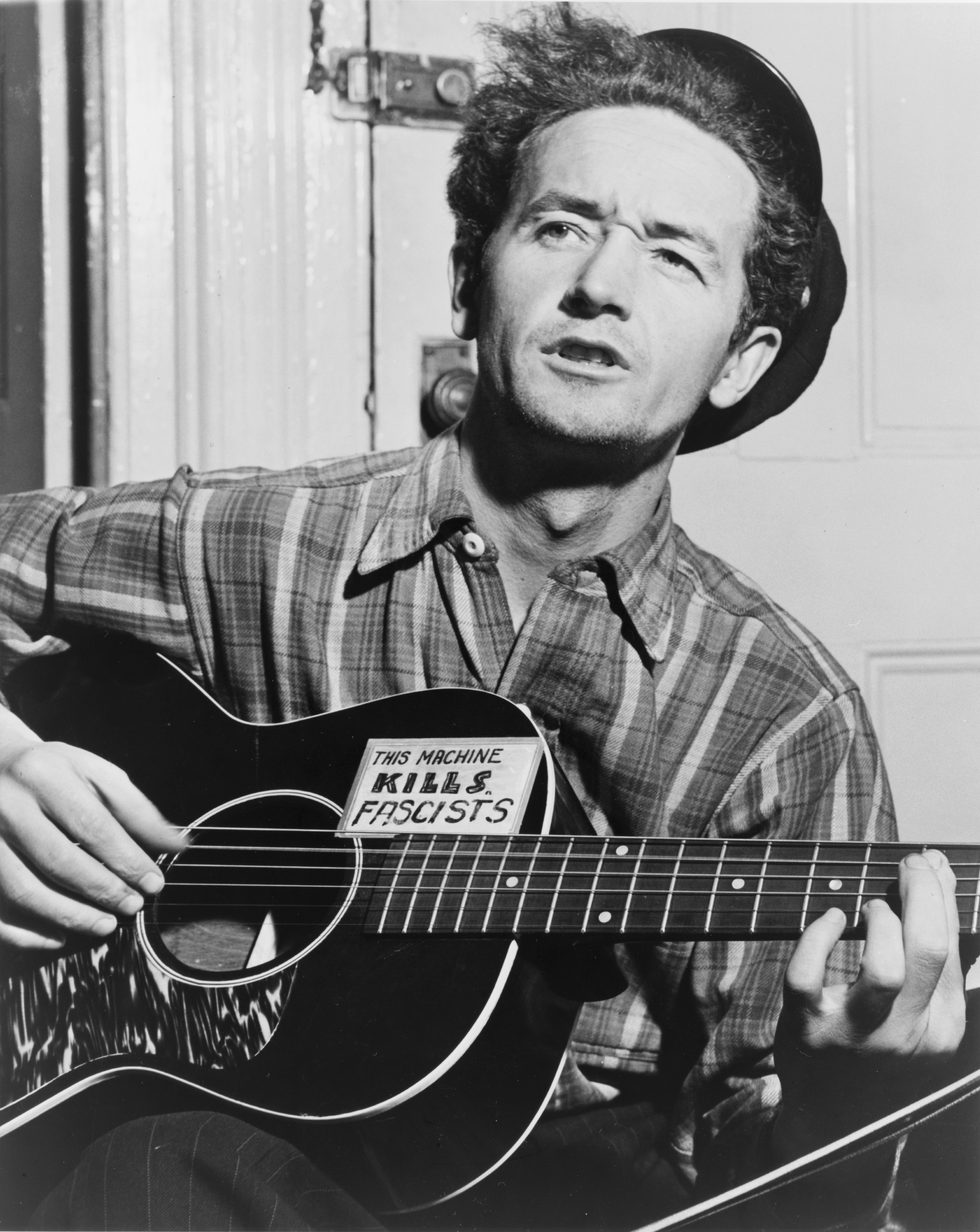
Woody Guthrie, a quien Dylan visitó en enero de 1961 en Nueva York.

Zimmerman abandonó la Universidad de Minnesota en mayo de 1960, al final de su primer año de carrera. En enero de 1961, viajó a Nueva York con la esperanza de ver a Woody Guthrie, que estaba gravemente enfermo a causa de la enfermedad de Huntington en el hospital psiquiátrico de Greystone Park. Guthrie había sido una revelación para Dylan y fue su mayor influencia en su primera etapa musical. Describiendo el impacto que Guthrie tuvo en él, Dylan escribió: «Las canciones en sí tenían el barrido infinito de la humanidad... [Él] fue la verdadera voz del espíritu norteamericano. Me dije a mí mismo que iba a ser el discípulo más grande de Guthrie». Además de visitar a Guthrie en el hospital, Dylan entabló una amistad con su acólito Ramblin' Jack Elliott, que había adaptado gran parte del repertorio de Guthrie y a quien Dylan pagó tributo en el libro Chronicles: Volume One.
Desde febrero de 1961, Dylan comenzó a tocar en varios clubes de Greenwich Village, donde tocó material de artistas de la escena folk como Dave Van Ronk, Fred Neil, Odetta, New Lost City Ramblers y The Clancy Brothers. En septiembre, comenzó a ganar cierto reconocimiento público cuando Robert Shelton reseñó en The New York Times un concierto del Gerde's Folk City. El mismo mes, tocó la armónica para Carolyn Hester durante la grabación de su tercer álbum, momento en el que coincidió con el productor John H. Hammond.
Un mes después, Hammond fichó a Dylan para Columbia Records. En marzo de 1962 publicó Bob Dylan, su álbum debut con Columbia, integrado por material tradicional folk, blues y góspel con dos composiciones propias, «Song to Woody» y «Talkin' New York». El álbum obtuvo un escaso éxito comercial, con 5000 copias vendidas en su primer año. Dentro de Columbia, Dylan comenzó a ser tachado como el «disparate de Hammond» y sugirieron rescindir su contrato, pero Hammond lo defendió y al mismo tiempo encontró un buen defensor en Johnny Cash, otro músico de la discográfica y seguidor de Dylan. Durante su trabajo con Columbia, Dylan también grabó varias canciones con el seudónimo de Blind Boy Grunt para Broadside Magazine, una revista y sello discográfico de folk. También usó los seudónimos de Bob Landy para tocar el piano en The Blues Project, una antología publicada por Elektra Records en 1964, y el de Tedham Porterhouse para tocar la armónica en un álbum de Ramblin' Jack Elliott.
En agosto de 1962, dio dos importantes pasos en su carrera musical. Cambió su nombre legal por el de Bob Dylan y firmó un contrato de representación con Albert Grossman. Grossman fue el representante de Dylan hasta 1970 y se caracterizó por su personalidad a veces conflictiva y por la lealtad protectora hacia su principal cliente. Dylan comentó sobre Grossman: «Era algo así como una figura de Coronel Tom Parker... podías olerlo cuando venía». Las tensiones entre Grossman y Hammond obligaron al segundo a abandonar la grabación del segundo álbum de Dylan, que fue reemplazado por Tom Wilson.

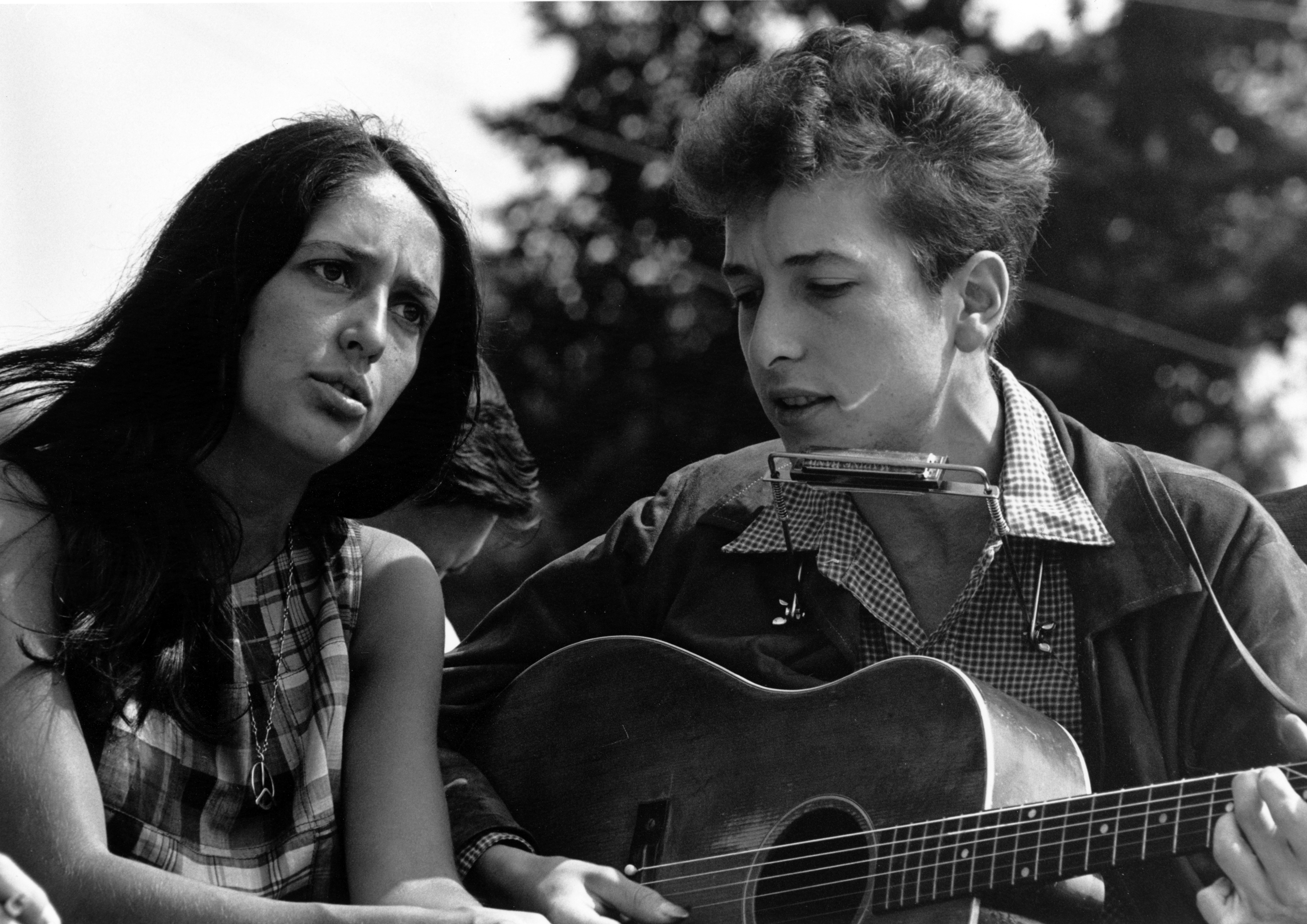
Bob Dylan con Joan Baez en la marcha por los Derechos Civiles en Washington, D. C. en 1963.

En diciembre de 1962, Dylan viajó por primera vez al Reino Unido, donde fue invitado por el director Philip Saville para aparecer en The Madhouse on Castle Street, una obra dirigida para la BBC. Aunque las grabaciones fueron destruidas en 1968 y no se conservan copias de la obra, Dylan apareció al final de la representación tocando «Blowin' in the Wind». Durante su estancia en Londres, Dylan tocó en varios locales de folk como The Troubadour, Les Cousins y Bunjies, y aprendió nuevas canciones folk de artistas como Martin Carthy.
Con el lanzamiento de The Freewheelin' Bob Dylan en mayo de 1963, Dylan creció significativamente como cantautor folk. Gran parte de las canciones de The Freewheelin' fueron canciones protesta inspiradas en Guthrie y Pete Seeger. Al respecto, «Oxford Town» reflejó de forma irónica la experiencia de James Meredith en ser el primer negro en matricularse en la Universidad de Misisipi.
The Freewheelin' también incluyó «Blowin' in the Wind», una de sus canciones más famosas, cuya melodía deriva de la canción tradicional «No More Auction Block» y cuya letra cuestiona el Statu quo sociopolítico en la época. La canción fue ampliamente versionada y se convirtió en un éxito internacional de la mano de Peter, Paul and Mary, sentando un precedente para muchos otros artistas que obtuvieron éxitos con composiciones de Dylan. Por otra parte, «A Hard Rain's a-Gonna Fall» está basada musicalmente en la balada de folk «Lord Randall», y con sus referencias al apocalipsis nuclear, la canción ganó resonancia durante el desarrollo de la crisis de los misiles en Cuba. Al igual que «Blowin' in the Wind», «A Hard Rain's a-Gonna Fall» marcó una nueva dirección en la composición moderna, haciendo uso del monólogo interior y la lírica imaginativa con las formas tradicionales del folk.
Aunque las primeras composiciones de Dylan solidificaron su temprana reputación, The Freewheelin' también incluyó una mezcla de canciones de amor y blues jocosos. Al respecto, el humor supuso una parte de la personalidad musical de Dylan, y la gama de material en el álbum impresionó a oyentes como George Harrison, guitarrista de The Beatles. Harrison comentó: «Acabábamos de escucharlo, nos trasladó. El contenido de las letras de las canciones y simplemente la actitud —era increíblemente original y maravilloso». Por otra parte, la voz áspera de Dylan supuso un impedimento para algunos oyentes a la par que una atracción para otros. Sobre el impacto que Dylan tuvo en ella y en su marido, la escritora Joyce Carol Oates escribió: «Cuando escuché por primera vez esta voz muy joven, áspera y aparentemente inexperta, francamente nasal, como si pudiera cantar el papel de lija, el efecto fue dramático y electrizante». Muchas de sus primeras canciones alcanzaron al público en general a través de versiones realizadas por otros intérpretes como Joan Baez, que se convirtió en la primera protectora de Dylan, así como en su amante. Baez fue determinante a la hora de elevar a Dylan a la popularidad nacional e internacional con numerosas versiones de sus composiciones y al invitarle frecuentemente a tocar en sus propios conciertos.

#### DeThe Times They Are a-Changin'aAnother Side of Bob Dylan(1963-1964)

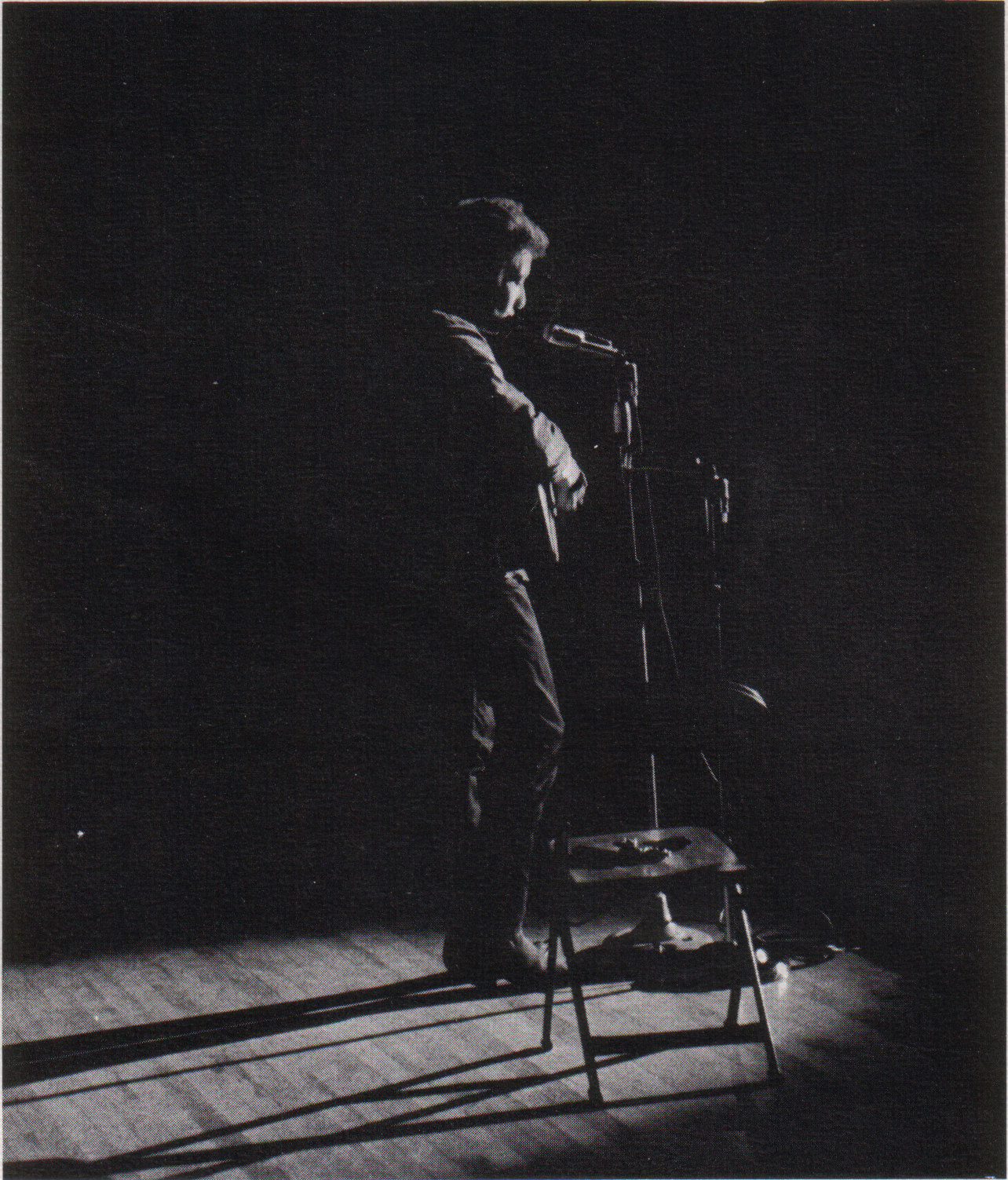
Bob Dylan en un concierto en la Universidad de St. Lawrence, Nueva York (1963).

En mayo de 1963, el perfil político de Dylan creció cuando abandonó el programa de televisión The Ed Sullivan Show. Durante los ensayos, los ejecutivos de la cadena CBS informaron al músico que la canción que tenía intención de tocar, «Talkin' John Birch Paranoid Blues», era potencialmente difamatoria para la John Birch Society. En lugar de complacer a la censura, Dylan se negó a aparecer en el programa.
Durante la época, Dylan y Baez eran figuras prominentes en el movimiento por los derechos civiles, y cantaron juntos en la marcha sobre Washington el 28 de agosto de 1963. Su visión política quedó reflejada en The Times They Are a-Changin', su tercer álbum de estudio, con canciones que a menudo incluyeron historias de la vida real contemporánea, tales como «Only a Pawn in Their Game», que aborda el asesinato de Medgar Evers, y «The Lonesome Death of Hattie Carroll», sobre la muerte de una camarera de hotel negra a manos de William Zantzinger, un blanco de la alta sociedad. En un plano más genérico, «Ballad of Hollis Brown» y «North Country Blues» resumían la desesperación engendrada por la descomposición de las comunidades agrícola y minera. Este material político fue acompañado de dos canciones de amor, «Boots of Spanish Leather» y «One Too Many Mornings».
A finales de 1963, Dylan se sentía manipulado y limitado por el folk y por el movimiento de protesta. Estas tensiones se hicieron evidentes cuando, al aceptar el premio Tom Paine Award de manos del National Emergency Civil Liberties Committee poco después del asesinato de John F. Kennedy y en estado de ebriedad, Dylan cuestionó el papel de la comisión, caracterizó a los miembros como viejos y calvos y reivindicó ver algo de sí mismo y de todos los hombres en Lee Harvey Oswald, el asesino material de Kennedy.
Another Side of Bob Dylan, su siguiente álbum de estudio, fue grabado en un único día en junio de 1964 e incluyó un humor más ligero que su predecesor. El humor surreal de Dylan reemergió con «I Shall Be Free No. 10» y «Motorpsycho Nitemare». «Spanish Harlem Incident» y «To Ramona» son canciones de amor románticas y apasionadas, mientras que «Black Crow Blues» y «I Don't Believe You (She Acts Like We Never Have Met)» sugieren un futuro factor dominante del rock and roll en su música. «It Ain't Me, Babe», a priori una canción sobre un amor rechazado, fue descrita como un rechazo del papel al que su fama había empujado. Su nueva dirección compositiva quedó señalada en dos canciones: «Chimes of Freedom», que entremezcla los comentarios sociales y un denso paisaje metafórico en un estilo descrito por el poeta Allen Ginsberg como «cadenas de imágenes intermitentes», y «My Back Pages», que ataca la gravedad simplista y la seriedad de sus primeras canciones y parece predecir la reacción que iba a encontrar por sus antiguos compañeros a medida que tomaba una nueva dirección musical.
Entre finales de 1964 y comienzos de 1965, la imagen y el estilo musical de Dylan cambiaron rápidamente, ya que pasó de ser un cantautor de la escena folk a una estrella de la música pop y folk rock. Sus vaqueros y camisas de cuadros fueron reemplazados por ropa de Carnaby Street, gafas de sol y botas al estilo de The Beatles. Sobre su cambio de imagen, un reportero inglés escribió: «Pelo que podría poner de punta las púas de un peine. Una camisa chillona que apaga las luces de neón de la plaza Leicester. Parece una cacatúa desnutrida.» Dylan también comenzó a tratar con formas cada vez más surrealistas a la prensa musical. En el programa de Les Crane, al preguntarle sobre una película que tenía intención de rodar, el músico respondió que sería una de vaqueros y terror. Y al inquirirle si iba a interpretar el papel de vaquero, Dylan respondió a Crane: «No, interpreto a mi madre.»

#### Controversia eléctrica (1965)
Bringing It All Back Home, el quinto álbum de Dylan, supuso otro salto estilístico en la carrera musical de Dylan, debido a la introducción de grabaciones con instrumentos eléctricos. El primer sencillo, «Subterranean Homesick Blues», incluyó una asociación libre de versos que fueron descritos como un retorno a la energía de la poesía beat y como precursores del rap y el hip-hop. La canción fue acompañada de un video musical que precedió a Don't Look Back, un documental de D. A. Pennebaker sobre la gira de 1965 en Gran Bretaña. En lugar de mimetizar la grabación, Dylan ilustró la letra con tarjetas que contenían palabras clave y que iba arrojando al suelo a medida que la canción avanzaba. Pennebaker reconoció que la secuencia fue idea de Dylan, y desde entonces ha sido imitada en numerosos videos musicales y anuncios publicitarios.
Además de introducir un cambio estilístico con canciones rock, la segunda cara de Bringing It All Back Home incluyó cuatro largas composiciones folk con guitarra acústica y armónica como única instrumentación, en la línea de anteriores trabajos. De ellas, «Mr. Tambourine Man» pronto se convirtió en una de las composiciones más reconocidas del músico cuando The Byrds grabaron una versión eléctrica que alcanzó el primer puesto tanto en los Estados Unidos como en el Reino Unido. Por otra parte, «It's All Over Now Baby Blue» e «It's Alright Ma (I'm Only Bleeding)» fueron aclamadas como otras dos importantes composiciones del músico.
A pesar de obtener en general buenas críticas de la prensa musical, el cambio estilístico de Bringing It All Back Home y la progresiva incorporación de elementos del rock y del blues en detrimento del folk fueron objeto de críticas por parte de sectores conservadores y puristas del folk. En 1965, como cabeza de cartel del Newport Folk Festival, Dylan interpretó su primer set eléctrico desde sus días en la escuela secundaria con un grupo de respaldo integrado por Mike Bloomfield, Sam Lay, Jerome Arnold, Al Kooper y Barry Goldberg. Dylan había aparecido en Newport las dos ediciones anteriores, pero su actuación en 1965 obtuvo una mezcla de abucheos y vítores, lo cual le llevó a abandonar el escenario después de tocar tres canciones. Diferentes interpretaciones de los hechos sugieren que los abucheos procedían del sector purista del folk, que no recibió bien la actuación eléctrica de Dylan, aunque otros aluden a la mala calidad del sonido como motivo de los abucheos. Murray Lerner, que filmó la actuación, comentó: «Creo absolutamente que estaban abucheando a Dylan pasando a lo eléctrico». La segunda versión está respaldada por Kooper y uno de los directores del festival, quien comentó que los únicos abucheos del concierto surgieron después de que el maestro de ceremonias anunciase que solo había tiempo suficiente para un concierto breve.
En cualquier caso, la aparición de Dylan en Newport provocó una respuesta hostil por parte del establishment de la música folk. En la edición de septiembre de Sing Out!, el cantante Ewan MacColl escribió: «Nuestras canciones y baladas son las creaciones de artistas de extraordinario talento que trabajan en disciplinas formuladas a lo largo del tiempo... "¿Pero qué hay de Bobby Dylan?", gritan los adolescentes indignados. Solo un público completamente no crítico, nutrido por la papilla aguada de la música pop, podría haber caído en tales tonterías de décima categoría». El 29 de julio, cuatro días después del concierto en Newport, Dylan volvió al estudio de grabación para grabar «Positively 4th Street».

#### Highway 61 RevisitedyBlonde on Blonde(1965-1966)

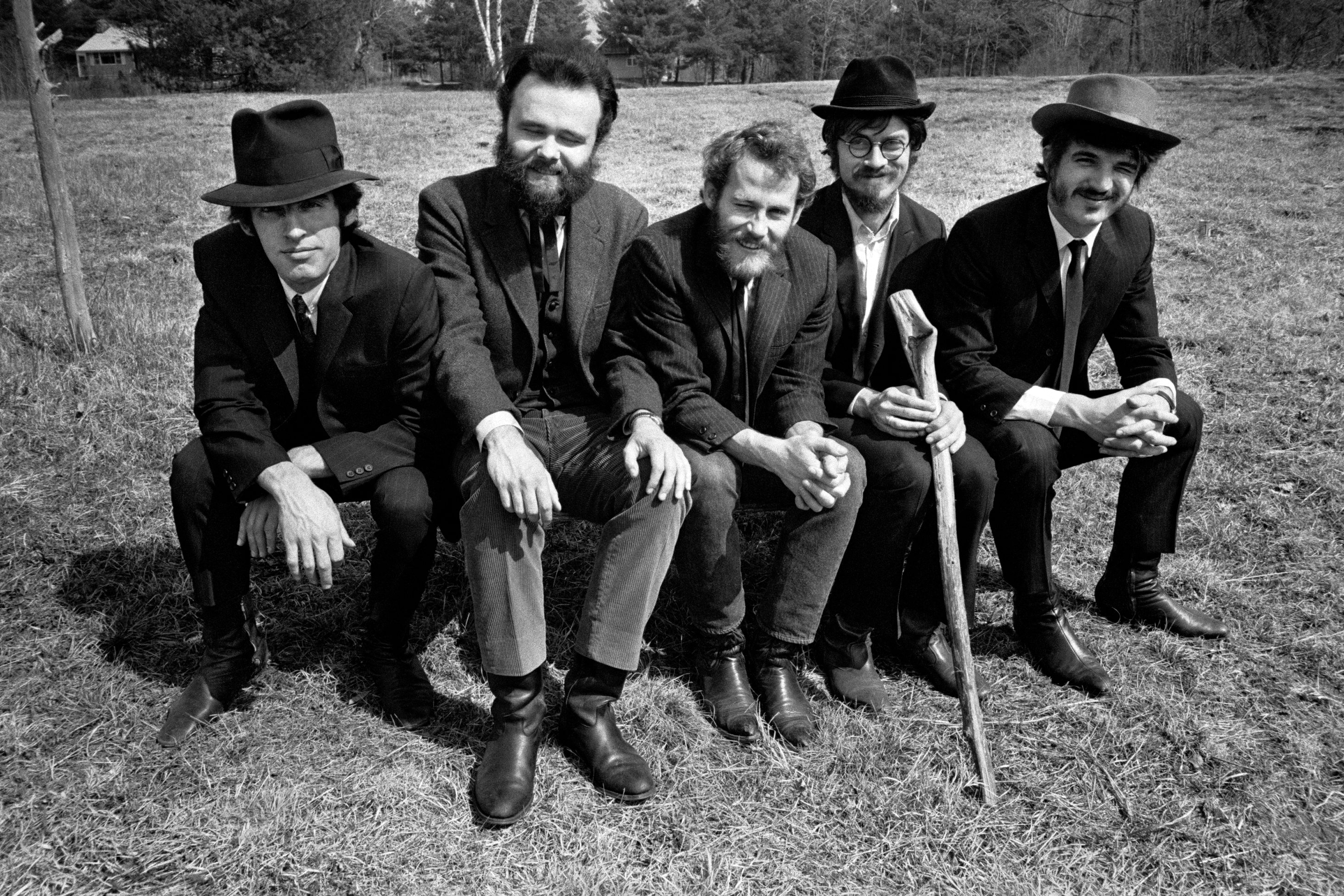
Dylan emprendió su primera gira mundial con The Hawks —posteriormente conocidos como The Band— como banda de acompañamiento.

A pesar de comenzar su carrera en el marco del renacimiento de la música folk estadounidense y de sufrir la crítica de determinados sectores del establishment al comenzar a tocar música rock, Dylan consolidó su nuevo estilo musical en años posteriores. En julio de 1965, Dylan publicó el sencillo «Like a Rolling Stone», que alcanzó el segundo puesto en la lista estadounidense Billboard Hot 100 y el cuatro en la de sencillos del Reino Unido. Elegida como la mejor canción de todos los tiempos por la revista Rolling Stone, la canción ha sido acreditada como modificadora de las actitudes previas acerca de lo que la música pop es capaz de transmitir. Al respecto, Bruce Springsteen comentó que la primera vez que escuchó la canción, «ese golpe de batería sonó como si alguien abriese de una patada la puerta de tu mente». La canción también abrió su siguiente álbum, Highway 61 Revisited, titulado como homenaje a la Ruta 61 que trasladó a Dylan de su hogar en Duluth al hervidero musical de Nueva Orleans, y cuyas canciones siguieron el estilo de «Like a Rolling Stone», impulsado por el trasfondo blues de Mike Bloomfield a la guitarra y por riffs de órgano de Al Kooper. «Desolation Row», respaldada por una guitarra acústica y un bajo, ofrece la única excepción al sonido dominante de Highway 61, e incluye alusiones surrealistas sobre una variedad de figuras de la cultura occidental que fueron descritas por Andy Gill como «una épica de once minutos de entropía, que toma la forma de una parodia felliniana con figuras grotescas y rarezas que ofrecen un enorme elenco de personajes célebres, algunos históricos —Einstein, Nerón—, algunos bíblicos —Noé, Caín y Abel—, algunos ficticios —Ofelia, Romeo, Cenicienta—, algunos literarios —T.S. Eliot y Ezra Pound— y algunos que no encajan en ninguna de las categorías anteriores, como Dr. Filth y su dudosa enfermera».
En apoyo del álbum, Dylan fue contratado para dos conciertos en los Estados Unidos y se dedicó a formar una banda. Bloomfield no estaba dispuesto a abandonar Paul Butterfield Blues Band, por lo que juntó a Kooper y Harvey Brooks, presentes en la grabación de Highway 61, con Robbie Robertson y Levon Helm, más conocidos en su momento como parte de The Hawks, la banda de acompañamiento de Ronnie Hawkins. El 28 de agosto, un público aún molesto con el sonido eléctrico de Dylan abucheó al grupo en el Forest Hills Tennis Stadium. No obstante, la recepción del concierto del 3 de septiembre en el Hollywood Bowl de Los Ángeles fue más favorable.
Aunque Dylan y The Hawks encontraron públicos cada vez más receptivos durante la posterior gira, varios intentos por grabar un nuevo sencillo en el estudio de grabación fracasaron. El productor Bob Johnston persuadió a Dylan para que grabase en Nashville, con el respaldo de varios músicos de sesión. Ante la insistencia de Dylan, Robertson y Kooper también viajaron a Nashville para sumarse a las sesiones. Las sesiones de Nashville produjeron el doble álbum Blonde on Blonde, que incluyó lo que el propio Dylan definió como «ese salvaje y delgado sonido mercurial». Kooper describió el álbum como «tomar dos culturas y golpearlas juntas con una enorme explosión: el mundo musical de Nashville y el mundo del Dylan inconformista de Nueva York».
En medio de su creciente popularidad, Dylan contrajo matrimonio en secreto con la exmodelo Sara Lownds el 22 de noviembre de 1965. A comienzos de 1966, Dylan emprendió su primera gira mundial, bautizada como Bob Dylan World Tour 1966, con varias etapas en Australia y Europa. Cada concierto estuvo dividido en dos partes: una primera parte donde Dylan interpretaba canciones en acústico, acompañado solo de guitarra acústica y armónica, y un segundo set respaldado por The Hawks, con música eléctrica. Este contraste provocó que sectores del público abuchearan al grupo y dieran aplausos lentos y desacompasados como muestra de enfado. La gira culminó con un conocido enfrentamiento entre Dylan y el público en el Free Trade Hall de Mánchester el 17 de mayo de 1966, recogido en el recopilatorio The Bootleg Series Vol. 4: Bob Dylan Live 1966, The «Royal Albert Hall» Concert. Al final del concierto, un miembro del público, enojado con el sonido eléctrico de Dylan, gritó: «¡Judas!», a lo que el músico respondió: «No te creo... ¡eres un mentiroso!», antes de volverse a la banda y ordenar fuera de micrófono: «Tocarla jodidamente alto», para tocar la última canción de la noche, «Like a Rolling Stone».
Durante su gira de 1966, Dylan fue descrito con frecuencia como agotado y actuando «como si estuviera en un viaje de la muerte». D. A. Pennebaker, director que acompañó a Dylan para rodar Eat the Document, describió a Dylan «tomando muchas anfetaminas y quién sabe qué más». En una entrevista con Jann Wenner, Dylan comentó: «Estuve en la carretera durante casi cinco años. Me llevó hacia abajo. Estaba en las drogas, en un montón de cosas... solo para continuar, ¿sabes?».
En 2011, se descubrió una entrevista grabada por Robert Shelton en 1966, donde declaraba que había sido adicto a la heroína y que gastaba hasta 25 dólares diarios para comprarla, confesando que ya no podía seguir con ese ritmo de vida. Algunos periodistas, no obstante, han cuestionado la veracidad de esta confesión, apuntando que Dylan "había estado contando verdaderas mentiras sobre su pasado desde los primeros días de su carrera." Dylan dijo en una entrevista con la revista Rolling Stone en 1984 que "nunca estuvo colgado de ningún tipo de droga".

#### Accidente de moto y reclusión en Woodstock (1967-1969)
Después de la etapa europea de su gira mundial, Dylan regresó a Nueva York, aunque las presiones sobre él siguieron aumentando. La cadena de televisión ABC pagó un adelanto para emitir un documental televisivo, y la editorial Macmillan demandaba un manuscrito terminado de la novela Tarántula. Sumado a ello, Albert Grossman, su representante, había programado una nueva y extensa gira con conciertos entre julio y noviembre de 1966.
El 29 de julio de 1966, Dylan sufrió un accidente con una motocicleta Triumph Tiger 100 en una carretera cerca de su hogar en Woodstock. Aunque la gravedad de sus heridas nunca fue completamente revelada, Dylan dijo que sufrió la fractura de varias vértebras cervicales. El misterio aún rodea a las circunstancias del accidente, dado que Dylan no fue hospitalizado a causa de las heridas y no existen partes médicos. Varios biógrafos señalaron que el accidente ofreció a Dylan la oportunidad de escapar de las presiones que había acumulado a su alrededor. El propio Dylan confirmó esta interpretación del accidente en Chronicles: Volume One al escribir: «Estuve en un accidente de motocicleta y me lesioné, pero me recuperé. La verdad era que quería salir de esa carretera de ratas». A raíz de su accidente, Dylan se retiró de la opinión pública, y con la excepción de algunas selectas apariciones, no volvió a salir de gira durante ocho años.
Tras su convalecencia, Dylan estaba lo suficientemente recuperado para reanudar el trabajo creativo y comenzó a editar el material filmado por D. A. Pennebaker durante la gira de 1966. Un primer corte fue enseñado a ejecutivos de ABC y fue rechazada de inmediato por ser incomprensible para un público general. La película, titulada Eat the Document, comenzó a circular al poco tiempo en bootlegs y proyectada en varios festivales de cine antes de su estreno oficial cuatro años después. Además, el mismo año comenzó a grabar música con The Hawks en su propio hogar y en el sótano de un chalé cercano, llamado «Big Pink» y localizado en West Saugerties. Las canciones, en un inicio recopiladas como demos a disponibilidad de otros artistas para su grabación, proporcionaron éxitos para Julie Driscoll y The Brian Auger Trinity —«This Wheel's on Fire»—, The Byrds —«You Ain't Goin' Nowhere», «Nothing Was Delivered»— y Manfred Mann —«Quinn the Eskimo»—, entre otros. Las grabaciones de «Big Pink» fueron seleccionadas por Columbia Records en 1975 y recopiladas en The Basement Tapes, aunque con los años, más grabaciones caseras de la época han aparecido en bootlegs. Una versión más completa del periodo, The Genuine Basement Tapes, incluyó 107 canciones y tomas alternativas grabadas con The Hawks. En los meses siguientes, The Hawks emprendieron su propia carrera con Capitol Records bajo el nuevo nombre de The Band y con el lanzamiento de Music from Big Pink, un álbum que también incluyó canciones que ensayaron con Dylan en el sótano de Woodstock. El dibujo de portada del álbum también fue de su autoría.
Tras el éxito de Blonde on Blonde, Dylan regresó a Nashville en octubre de 1967 tras diecinueve meses sin entrar en un estudio de grabación. Acompañado únicamente por Charlie McCoy, Kenneth Buttrey y Peter Drake, Dylan grabó John Wesley Harding, un álbum de canciones breves, tranquilas y contemplativas basadas en paisajes que evocaban el oeste estadounidense y la Biblia. La estructura y la escasa instrumentación, junto con letras que tomaban en serio la tradición judeocristiana, marcaron un nuevo punto no solo en la obra de Dylan, sino en el creciente fervor psicodélico en la cultura musical de mediados de la década de 1960. John Wesley Harding incluyó «All Along the Watchtower», con letras derivadas del Libro de Isaías y popularizada por Jimi Hendrix en una versión que el propio Dylan reconoció como «definitiva».
La primera aparición pública de Dylan tuvo lugar veinte meses después de su último concierto a raíz de la muerte de Woody Guthrie, su ídolo de juventud, el 3 de octubre de 1967. Dylan participó en el memorial organizado en el Carnegie Hall de Nueva York el 20 de enero de 1968 con el respaldo de The Band. Su participación en el concierto a Guthrie fue una de las pocas apariciones públicas de Dylan en varios años, ya que comenzó a llevar una vida hogareña con vistas a cuidar a su creciente familia —entre julio de 1967 y septiembre de 1969, la pareja tuvo tres hijos: Anna Lea, Jesse y Jakob— y a dedicar tiempo a nuevas aficiones como la pintura, sin menoscabo de la música.
Su siguiente trabajo, Nashville Skyline, fue un disco de country que contó con el respaldo de músicos de sesión de Nashville y en el que introdujo un rango vocal distinto de sus primeros trabajos, al usar una voz de crooner más suave. El álbum, que incluyó un dúo con Johnny Cash en «Girl from the North Country», supuso el cuarto número uno consecutivo de Dylan en el Reino Unido. La revista Variety comentó sobre el álbum: «Dylan está sin duda haciendo algo que se puede llamar cantar. De alguna manera ha conseguido añadir una octava a su rango». En mayo de 1969, Dylan apareció en el primer episodio del programa de televisión The Johnny Cash Show, en el que cantó a dúo con Cash las canciones «Girl from the North Country», «I Threw It All Away» y «Living the Blues». La publicación de Nashville Skyline fue seguida de su segunda aparición pública en varios años, al tocar con The Band como cabeza de cartel en el Festival de la Isla de Wight el 31 de agosto y después de rechazar varias propuestas para presentarse en un Festival de Woodstock mucho más cercano a su hogar.

### Década de 1970

#### Self Portrait,New Morningy rodaje dePat Garrett & Billy the Kid(1970-1973)
Dylan comenzó la década de 1970 publicando Self Portrait, un doble álbum con versiones de canciones de otros artistas, temas instrumentales y cuatro canciones interpretadas con The Band en el Festival de la Isla de Wight en agosto de 1969. Inmerso en una vida hogareña en Woodstock con su familia y alejado de los escenarios, Dylan aseguró que Self Portrait tenía por objetivo publicar un trabajo mediocre en respuesta a quienes le seguían considerando «portavoz de una generación» y quienes esperaban que retomara su estatus en el movimiento contracultural de la década del que Dylan se alejó deliberadamente con el lanzamiento de John Wesley Harding. Aunque alcanzó el número uno en el Reino Unido, Self Portrait obtuvo un menor respaldo de la prensa musical, hasta el punto que Greil Marcus encabezó una reseña en la revista Rolling Stone con el título de «What is this shit?» —en español: «¿Qué es esta mierda?»—.
El mismo año publicó New Morning, un álbum que incluyó nuevas composiciones grabadas en Nueva York, algunas de ellas como «New Morning», «Father of Night» y «Three Angels» escritas a petición del dramaturgo Archibald MacLeish para incluirlas en una obra teatral que nunca llegó a materializarse. Tras el rechazo de Self Portrait, New Morning obtuvo un mayor reconocimiento de la prensa musical en comparación con su predecesor: al respecto, Ralph Gleason escribió en Rolling Stone: «Tenemos a Dylan de regreso», solo unos meses después de la crítica de Greil Marcus a Self Portrait.
New Morning supuso también el último disco de estudio de Dylan en tres años, un periodo con escasas apariciones públicas y pocas grabaciones musicales. En agosto de 1971 participó en The Concert for Bangladesh, un concierto benéfico organizado por George Harrison en el que interpretó seis canciones: «A Hard Rain's a-Gonna Fall», «It Takes a Lot to Laugh, It Takes a Train to Cry», «Blowin' in the Wind», «Just Like a Woman», «Mr. Tambourine Man» y «Love Minus Zero/No Limit». El vínculo musical entre Dylan y Harrison había crecido años antes y se materializó cuando coescribieron «I'd Have You Anytime», un tema incluido en el triple álbum All Things Must Pass junto a una versión de «If Not for You».
Entre el 16 y el 19 de marzo de 1971, Dylan reservó tres días en los Blue Rock Studios de Greenwich Village para registrar un sencillo, «Watching the River Flow», y una regrabación de «When I Paint My Masterpiece». El 4 de noviembre, grabó «George Jackson», un retorno a la canción protesta como tributo a George Jackson, líder del Partido Pantera Negra asesinado poco antes por guardias en la Prisión Estatal de San Quentin. La canción se publicó en doble versión: acústica y con big band, Además, Dylan contribuyó tocando el piano en el álbum de Steve Goodman Somebody Else's Troubles bajo el seudónimo de Robert Milkwood Thomas. Una nueva aparición pública tuvo lugar el día de Año Nuevo de 1972 durante un concierto de The Band publicado en Rock of Ages.
En 1972, Dylan participó en el largometraje de Sam Peckinpah Pat Garrett y Billy the Kid grabando la banda sonora homónima e interpretando el papel de «Alias», un miembro de la pandilla de Billy el Niño con cierta base histórica. A pesar del fracaso de la película en taquilla, la canción «Knockin' on Heaven's Door» ha demostrado su durabilidad como una de las canciones más versionadas del músico.

#### Regreso a los escenarios (1974-1978)

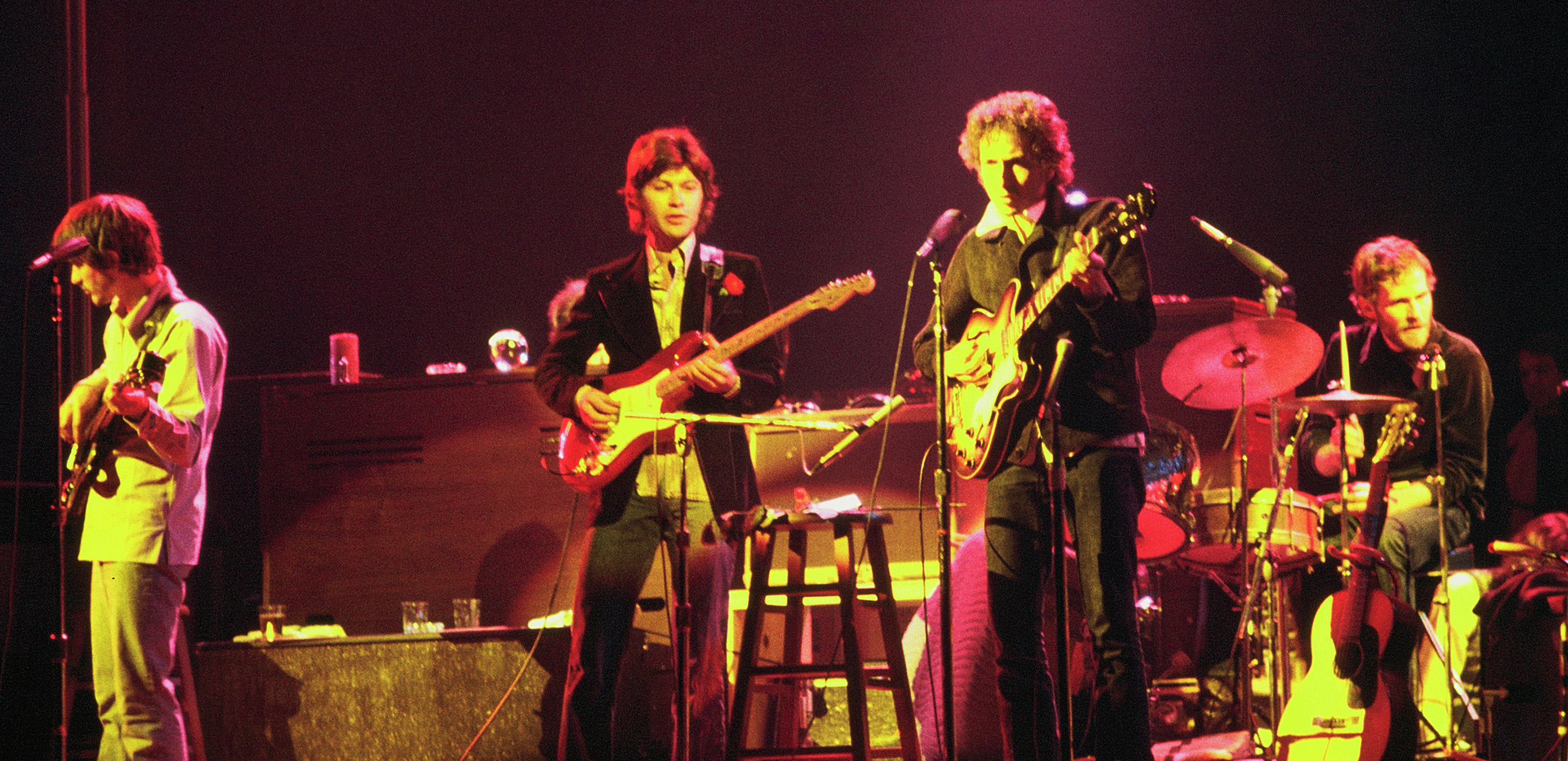
Dylan y The Band —de izquierda a derecha, Rick Danko, Robbie Robertson y Levon Helm— en Chicago, durante la primera gira del músico en ocho años.

Dylan comenzó 1973 firmando un nuevo contrato discográfico con Asylum Records, una compañía fundada por David Geffen, cuando su contrato con Columbia finalizó. Su llegada a Asylum comenzó con la grabación de Planet Waves, un álbum grabado con The Band y que incluyó dos versiones de «Forever Young», una de sus canciones más populares. El biógrafo Clinton Heylin describió que la canción «proyecta algo hímnico y sincero que habla del padre que hay en Dylan», algo que el propio músico reconoció: «La escribí pensando en uno de mis hijos y sin querer ser demasiado sentimental». Otro biógrafo, Howard Sounes, señaló que Jakob Dylan cree que la canción era sobre él. Planet Waves se convirtió en el primer álbum en llegar al número uno en la lista estadounidense Billboard 200.
A pesar de su marcha, Columbia publicó simultáneamente Dylan, una colección de descartes de estudios, mayoritariamente versiones de otros artistas, que fue ampliamente considerada como una respuesta grosera a la firma de Dylan con una compañía discográfica rival. En 1973, Dylan también publicó Writings and drawings, en el que recopiló letras y escritos procedentes del periodo entre 1961 y 1971. Los textos incluían más de 60 canciones no incluidas en ninguno de sus álbumes.
En enero de 1974, Dylan regresó a los escenarios con su primera gira en ocho años. Con el respaldo de The Band, la gira incluyó cuarenta conciertos de costa a costa en los Estados Unidos y fue documentada en Before the Flood, el primer álbum en directo de Dylan. El éxito de Dylan con Asylum llevó a Columbia a afirmar que «no iban a escatimar nada para traer a Dylan de vuelta al redil». Dylan tuvo al poco tiempo dudas sobre Asylum, al parecer molesto porque mientras había millones de solicitudes de entradas para la gira de 1974, Geffen solo había logrado vender 700 000 copias de Planet Waves. Dylan acabó por regresar a Columbia Records, que posteriormente incorporó sus dos álbumes con Asylum a su propio catálogo.
Después de la gira, Dylan y Sara, cuyo matrimonio había sufrido un progresivo deterioro, se distanciaron públicamente. El músico llenó un pequeño cuaderno rojo con canciones sobre relaciones y rupturas, y grabó en poco tiempo un nuevo álbum titulado Blood on the Tracks. Una vez grabado, Dylan retrasó su lanzamiento y regrabó parte del álbum en los Sound 80 Studios de Mineápolis utilizando a varios músicos locales contratados por su hermano, David Zimmerman.
Blood on the Tracks, que supuso el segundo número uno del músico en los Estados Unidos, fue elegido como el 16.º mejor álbum de todos los tiempos por la revista Rolling Stone, su tercera mejor posición en la lista después de Highway 61 Revisited y Blonde on Blonde. Además, y a pesar de obtener reseñas mixtas en el momento de su lanzamiento, la prensa musical señaló Blood on the Tracks como uno de los mayores logros de Dylan. Al respecto, Bill Wyman escribió: «Blood on the Tracks es su único álbum impecable y mejor producido. Las canciones, cada una de ellas, se construyen de manera disciplinada. Es su álbum más amable y consternado, y parece, en retrospectiva, que ha logrado un equilibrio sublime entre los excesos cargados de verborrea de mediados de 1960 y las composiciones conscientemente simples de sus años posteriores al accidente».

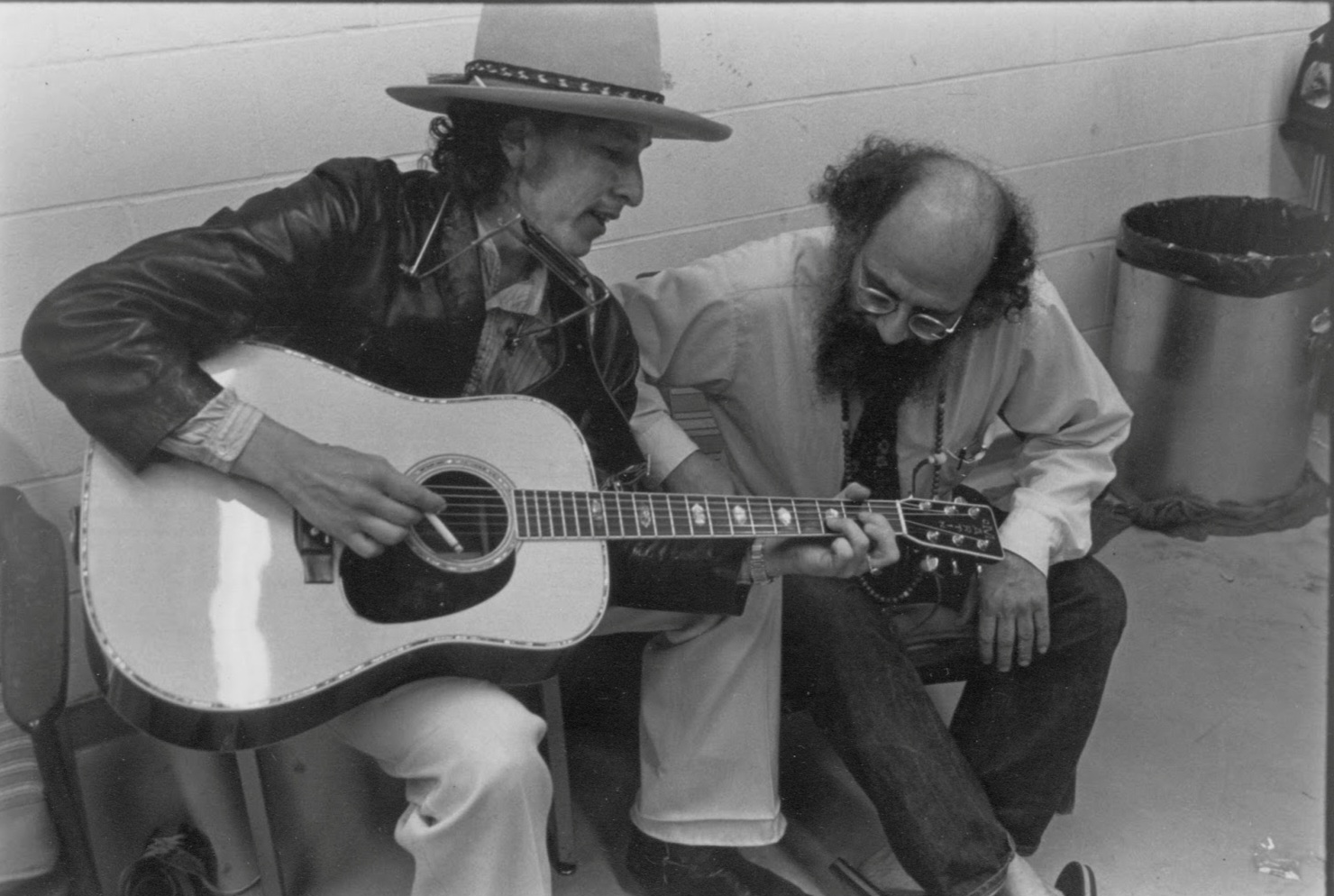
Dylan con Allen Ginsberg durante la gira Rolling Thunder Revue en 1975.

Durante el verano del mismo año, Dylan compuso una larga balada defendiendo la causa del boxeador Rubin «Hurricane» Carter, encarcelado por un triple asesinato cometido en Paterson (Nueva Jersey) en 1966. Tras visitar a Carter en prisión, Dylan escribió «Hurricane», en la que defendió la inocencia de Carter. A pesar de superar los ocho minutos de duración, la canción fue publicada como sencillo, alcanzó el puesto 33 en la lista Billboard Hot 100 y fue interpretada en todos los conciertos de la gira Rolling Thunder Revue. La gira incluyó varias partes de entretenimiento con cerca de un centenar de artistas y aficionados procedentes de la escena folk renaciente de Greenwich Village, como T-Bone Burnett, Ramblin' Jack Elliott, Joni Mitchell, David Mansfield, Roger McGuinn, Mick Ronson, Joan Baez y la violinista Scarlet Rivera, a quien Dylan descubrió mientras caminaba por la calle con su estuche de violín colgando de su espalda. El poeta Allen Ginsberg también acompañó al grupo y creó escenas para la película que Dylan rodaba simultáneamente. Por otra parte, Sam Shepard fue contratado inicialmente para escribir el guion de la película, pero terminó acompañando al grupo como cronista informal.
Desire, su siguiente álbum de estudio, fue publicado entre dos etapas de la gira Rolling Thunder Revue e incluyó un estilo narrativo cercano a las crónicas de viajes con la influencia de su nuevo colaborador, el dramaturgo Jacques Levy. La segunda mitad de la gira fue documentada en Hard Rain, un especial televisivo y un álbum que obtuvieron una peor recepción crítica. Ningún concierto de la primera mitad de la gira, mejor recibida por la crítica, fue publicado hasta la aparición de The Bootleg Series Vol. 5: Bob Dylan Live 1975, The Rolling Thunder Revue en 2002. La gira de 1975 también proporcionó el telón de fondo de Renaldo and Clara, una película de casi cuatro horas de duración con una extensa e improvisada narrativa en la que se mezclaban imágenes de los conciertos y reminiscencias. Estrenada en 1978, Renaldo and Clara obtuvo en general críticas pobres y a veces mordaces, y permaneció poco tiempo en teatros. A finales del mismo año, Dylan permitió editar la película y reducirla a dos horas de largometraje dominado por conciertos de la gira que obtuvo mejores críticas.

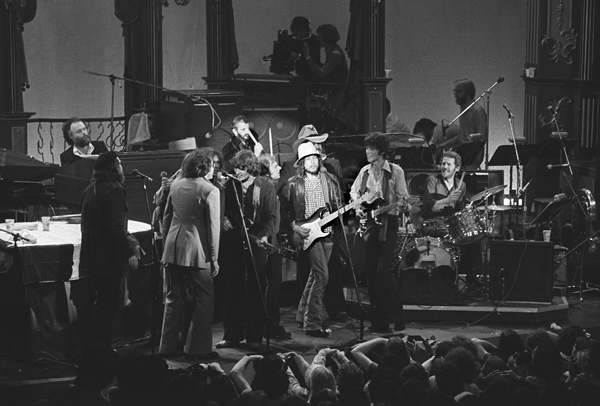
Dylan en el último concierto de The Band en noviembre de 1976, filmado por Martin Scorsese y publicado en The Last Waltz.

En noviembre de 1976, Dylan apareció en el concierto de despedida de The Band, junto a otros invitados como Joni Mitchell, Muddy Waters, Van Morrison y Neil Young. El concierto, organizado en el Winterland Ballroom de San Francisco, fue filmado por Martin Scorsese y publicado como documental musical en The Last Waltz, que incluyó la mitad de las canciones que Dylan tocó. El mismo año, Dylan compuso y cantó la canción «Sign Language» en el álbum de Eric Clapton No Reason to Cry.
En 1978, volvió a embarcarse en una nueva gira mundial con 114 conciertos entre Japón, Europa y los Estados Unidos, con un público que superó los dos millones de personas. Para la gira, Dylan reunió una banda de ocho músicos y tres coristas. Los conciertos que ofreció en Tokio en febrero y marzo fueron grabados y publicados en el álbum Bob Dylan at Budokan, con reseñas mixtas: Robert Christgau le otorgó una revisión irrisoria, mientras que Janet Maslin lo defendió en Rolling Stone escribiendo: «Estas últimas versiones en directo de sus viejas canciones tienen el efecto de liberar a Dylan de las originales». Cuando Dylan llevó la gira a los Estados Unidos en septiembre de 1978, se sintió consternado porque la prensa describió el aspecto y el sonido de los conciertos como «Las Vegas Tour», mimetizando los últimos años de Elvis Presley. La gira recaudó más de 20 millones de dólares y Dylan reconoció a Los Angeles Times que tenía varias deudas que pagar porque «tuve un par de años malos. Puse una gran cantidad de dinero en la película [Renaldo and Clara], construí una casa grande... y cuesta mucho divorciarse en California».
En abril y mayo de 1978, Dylan llevó al mismo grupo y a las mismas coristas a los Rundown Studios, una sala de ensayo que había alquilado en Santa Mónica para grabar Street Legal, descrito por el biógrafo Michael Gray como «después de Blood on the Tracks, el mejor disco sin dudas de Dylan en la década de 1970: un álbum fundamental documentando un periodo crucial en la propia vida de Dylan». Sin embargo, sufrió una mala grabación de sonido y mezcla, atribuida a las prácticas de estudio de Dylan, que enturbiaron detalles instrumentales y fue el centro de crítica de varios periodistas. El sonido de Street Legal fue mejorado para su lanzamiento en formato SACD en 1999.

#### Conversión al cristianismo:Slow Train ComingySaved(1979-1980)

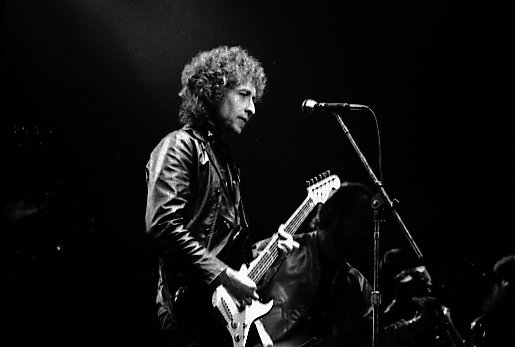
Dylan en un concierto en Toronto, Canadá en 1978.

A finales de la década de 1970, Dylan se convirtió en un cristiano renacido y publicó dos álbumes de música góspel con un importante trasfondo religioso. El primero, Slow Train Coming, incluyó el acompañamiento del guitarrista Mark Knopfler, líder del grupo Dire Straits, y fue producido por Jerry Wexler. El propio Wexler comentó que Dylan intentó evangelizarlo durante la grabación del álbum, a lo que contestó: «Bob, estás tratando con un judío ateo de sesenta y dos años. Vamos a hacer el álbum». El álbum alcanzó el tercer puesto en la lista Billboard 200 y ganó el Grammy a la mejor interpretación vocal de rock masculina en la 22.ª gala de los premios por el sencillo «Gotta Serve Somebody».
Durante las giras llevadas a cabo entre otoño de 1979 y primavera de 1980, Dylan dejó de interpretar sus canciones más conocidas, seculares, y comenzó a realizar en el escenario declaraciones sobre su fe, como la siguiente: «Hace años me dijeron que era un profeta. Yo solía decir: "No, no soy un profeta". Ellos decían: "Sí lo eres, eres un profeta". Yo decía: "No, no soy yo". Ellos solían decir: "Seguro que eres un profeta". Solían convencerme de que era un profeta. Ahora salgo y digo que Jesucristo es la respuesta. Ellos dicen: "Bob Dylan no es un profeta". Simplemente no pueden manejar la situación».
La conversión de Dylan al cristianismo produjo el rechazo frontal de un sector de su público y de compañeros de profesión. Poco antes de su asesinato, John Lennon grabó una demo de «Serve Yourself» como respuesta a la canción de Dylan «Gotta Serve Somebody». En 1981, Stephen Holden escribió en The New York Times que «ni la edad —ahora tiene cuarenta años— ni su muy publicitada conversión como cristiano renacido han alterado su temperamento esencialmente iconoclasta».

### Década de 1980

#### Retorno secular y declive comercial (1981-1986)
A principios de la década de 1980, Dylan volvió a salir brevemente de gira para una serie de conciertos etiquetados como «A Musical Retrospective», donde volvió a introducir en el repertorio canciones populares de la década de 1960. Además, Shot of Love, grabado entre marzo y mayo de 1981, incluyó las primeras composiciones seculares de Dylan en más de dos años, mezcladas con otras canciones de índole cristiana. Entre ellas, la canción «Every Grain of Sand» recordó a algunos críticos a versos de William Blake.
Durante la década, la recepción crítica de los trabajos de Dylan variaron desde el buen recibimiento de Infidels en 1983 al criticado Down in the Groove en 1988. Periodistas como Michael Gray criticaron sus trabajos de la década por mostrar una falta de cuidado en el estudio y por no saber elegir las mejores canciones para publicar. Al respecto, las sesiones de grabación de Infidels, que contaron con la participación y producción de Mark Knopfler, dieron lugar a varias canciones notables que Dylan dejó fuera del álbum. Ejemplo de dichos descartes fueron «Blind Willie McTell», un tributo al músico de blues Blind Willie McTell y una evocación de la historia afroamericana, «Foot of Pride» y «Lord Protect My Child», posteriormente recopilados en The Bootleg Series Volumes 1–3 (Rare & Unreleased) 1961–1991. En cualquier caso, y a pesar de publicar trabajos con buena recepción crítica, la carrera musical de Dylan declinó progresivamente en el plano comercial debido al auge de nuevos géneros musicales y al creciente desinterés por los músicos de su generación.

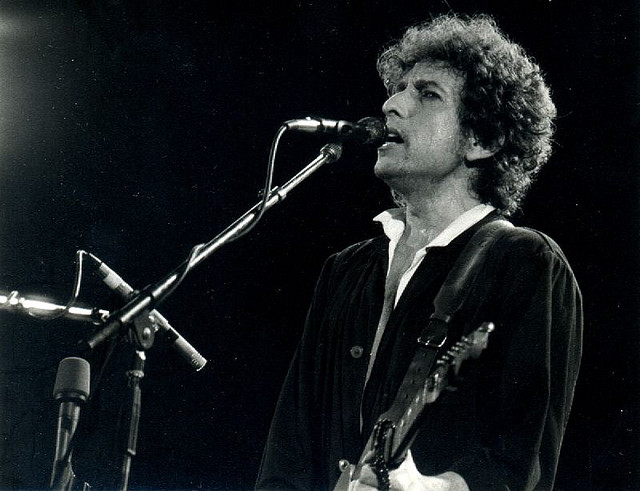
Bob Dylan en Barcelona el 28 de junio de 1984.

Entre julio de 1984 y marzo de 1985, Dylan grabó Empire Burlesque con la ayuda de Arthur Baker como ingeniero de sonido, que había trabajado previamente con Bruce Springsteen y Cyndi Lauper. Baker comentó que sentía que había sido contratado para hacer el sonido de Dylan «un poco más contemporáneo». Dylan también aportó su voz en «We Are the World», un sencillo benéfico de USA for Africa. Además, el 13 de julio de 1985 apareció en el concierto Live Aid organizado en el JFK Stadium de Filadelfia. Respaldado por Keith Richards y Ron Wood, Dylan tocó una versión de «Ballad of Hollis Brown», una balada sobre la pobreza rural, y luego se dirigió al público para decir: «Espero que una parte del dinero... quizás pueda simplemente tomar un poco de él, quizás... uno o dos millones, quizás... y usarlos para pagar las hipotecas de algunas de las granjas y, de los agricultores aquí, que deben a los bancos». Sus comentarios fueron criticados como inapropiados, pero también inspiraron a Willie Nelson a fundar Farm Aid, una organización sin ánimo de lucro que recauda mediante conciertos anuales fondos para granjeros estadounidenses.
En conmemoración de sus veinticinco años de actividad musical, Columbia publicó Biograph, un triple álbum con descartes y tomas alternativas de canciones inéditas entremezcladas con los grandes éxitos del músico. En abril de 1986, hizo una breve incursión en el mundo de la música rap cuando añadió la voz al primer verso de «Street Rock», una canción incluida en el álbum de Kurtis Blow Kingdom Blow. Su siguiente trabajo de estudio, Knocked Out Loaded, fue publicado en julio del mismo año e incluyó tres versiones de otros artistas —de Junior Parker, Kris Kristofferson y el himno tradicional góspel «Precious Memories»— así como tres colaboraciones con otros compositores —Tom Petty, Sam Shepard y Carole Bayer Sager— y dos únicas composiciones de Dylan. El álbum, el primero desde Freewheelin' en no entrar en el top 50 de su país natal, obtuvo malas reseñas de la prensa musical: Rolling Stone lo calificó como una aventura deprimente», mientras que Stephen Thomas Erlewine comentó que «el disco sigue demasiados rodeos para ser consistentemente convincente, y algunos de estos desvíos va por caminos que son indiscutiblemente muertos. En 1986, tantos discos irregulares no eran del todo inesperados por Dylan, pero eso no los hizo menos frustrantes».

#### De nuevo en la carretera yTraveling Wilburys(1986-1988)
Entre 1986 y 1987, Dylan salió de gira con Tom Petty and the Heartbreakers y compartió la voz con Petty en varias canciones cada noche. También compartió escenario en 1987 con The Grateful Dead durante conciertos grabados y recopilados en el álbum Dylan & The Dead. El álbum obtuvo algunas de las peores reseñas de la carrera de Dylan: Allmusic lo definió abiertamente como «posiblemente el peor álbum, de Dylan, sea el de Grateful Dead».
En 1987, participó en el largometraje de Richard Marquand Corazones de fuego, en el que interpreta el papel de Billy Parker, una estrella del rock convertida en granjero cuya amante adolescente —Fiona— lo abandona por una obsoleta sensación del synth-pop inglés —interpretada por Rupert Everett—. Dylan también contribuyó a la banda sonora de la película con «Night After Night», «I Had a Dream About You, Baby» y una versión del tema de John Hiatt «The Usual». Sin embargo, Corazones de fuego fue un fracaso comercial y de crítica.
Dylan fue introducido en el Salón de la Fama del Rock and Roll en enero de 1988, con un discurso introductorio de Bruce Springsteen en el que declaró: «Bob liberó tu mente del mismo modo que Elvis liberó tu cuerpo. Nos enseñó que el mero hecho de que la música fuera naturalmente física no significaba que fuera anti-intelectual». Cuando publicó el álbum Down in the Groove en mayo del mismo año, obtuvo un éxito de ventas aún inferior que sus anteriores discos de estudio. Al respecto, Michael Gray escribió: «El título mismo socava cualquier idea de que un trabajo inspirador pueda estar dentro. Aquí hay una devaluación adicional de la noción de un nuevo álbum de Dylan como algo significativo».
No obstante, las críticas a Down in the Groove fueron rápidamente sucedidas por el éxito de Traveling Wilburys, proyecto iniciado casualmente cuando Harrison grababa una cara B en el estudio de Bob. Dylan fundó el grupo junto a George Harrison, Jeff Lynne, Roy Orbison y Tom Petty, y su primer álbum, Traveling Wilburys Vol. 1, publicado a finales de año, alcanzó el puesto tres en la lista Billboard 200. A pesar de la muerte de Orbison en diciembre de 1988, los cuatro Wilburys restantes publicaron un segundo álbum en mayo de 1990 con el título de Traveling Wilburys Vol. 3.

#### El comienzo delNever Ending TouryOh, Mercy(1988-1990)
Después de compartir escenario con diversos grupos, Dylan inició en junio de 1988 una nueva gira con una banda de acompañamiento liderada por el guitarrista G.E. Smith. Durante los siguientes veinticinco años, Dylan continuó saliendo de gira con el respaldo de una pequeña banda en constante evolución en lo que pasó a llamarse como Never Ending Tour.
Dylan terminó la década con un repunte en su carrera y una buena crítica gracias a Oh Mercy, producido por Daniel Lanois y descrito por Michael Gray como «atentamente escrito, verbalmente distintivo, musicalmente caliente y profesional sin concesiones, este conjunto coherente es lo más cercano a un gran álbum de Dylan en los años 80». La canción «Most of the Time», una composición sobre un amor perdido, fue destacada en la película High Fidelity, mientras que «What Was It You Wanted?» fue interpretada como un comentario irónico sobre las expectativas de crítica y seguidores ante un trabajo del músico. Por otra parte, la imaginería religiosa de «Ring Them Bells» azotó a algunos críticos como una reafirmación de su fe.

### Década de 1990

#### DeThe Bootleg SeriesaMTV Unplugged(1991-1996)
Dylan comenzó la década de 1990 grabando Under the Red Sky, un cambio radical de postura con respecto a su predecesor, Oh Mercy. El álbum incluyó canciones rock con letras aparentemente simples como «Under the Red Sky» y «Wiggle Wiggle» que fue sujeto de crítica por la prensa musical. Under the Red Sky, que contó con la colaboración de amigos como George Harrison, David Crosby, Bruce Hornsby, Stevie Ray Vaughan y Elton John, fue dedicado a «Gaby Goo Goo», apodo de Desiree, hija que Dylan tuvo con su segunda esposa, Carolyn Dennis, y cuya relación se mantuvo en secreto hasta la publicación de la biografía Down the Highway de Howard Sounes. Under the Red Sky fue además el último álbum de Dylan con nuevas composiciones en siete años.

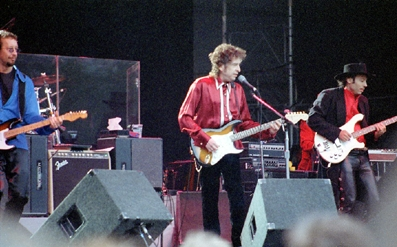
Dylan en concierto en el Lida Festival de Estocolmo, Suecia, en 1996.

En 1991 fue premiado por la industria musical con un Grammy a la carrera artística de manos del actor Jack Nicholson. El evento coincidió con el comienzo de la guerra del Golfo y Dylan interpretó la canción «Masters of War». El músico también hizo un breve discurso en el que declaró: «Mi padre me dijo una vez, me dijo: "Hijo, es posible que llegues a estar tan deshonrado en este mundo que tu propia madre y tu propio padre te abandonarán. Si eso pasa, Dios cree en tu capacidad para enmendar tus propios caminos». Este sentimiento procedía de una cita del rabí Samson Raphael Hirsch. El mismo año, Columbia y Legacy Recordings publicaron The Bootleg Series Volumes 1-3 (Rare & Unreleased) 1961-1991, un triple álbum con canciones descartadas, rarezas y tomas alternativas grabadas por Dylan entre 1961 y 1989. El recopilatorio fue el primero de una serie de álbumes publicados en sucesivos años bajo la serie The Bootleg Series con material inédito con el fin de dar una salida comercial a los ingentes archivos musicales de Dylan.
Durante el siguiente par de años, Dylan regresó a sus raíces musicales con dos álbumes de versiones de temas folk y blues: Good as I Been to You (1992) y World Gone Wrong (1993), que incluyeron material grabado exclusivamente con guitarra acústica y armónica.
A finales de 1992, se cumplieron 30 años del comienzo de la carrera musical de Dylan en 1962, lo que se conmemoró con un concierto homenaje que tuvo lugar el 16 de octubre de 1992 en el Madison Square Garden de Nueva York. El evento se grabó en vivo y posteriormente fue publicado como álbum en directo por Columbia Records en agosto de 1993, bajo el título de The 30th Anniversary Concert Celebration. El álbum incluyó la participación de numerosos artistas y captura las interpretaciones más memorables de celebridades del panorama musical (contó con la presencia de John Mellencamp, Stevie Wonder, Lou Reed, Johnny Cash, Eric Clapton, Neil Young, George Harrison y Chrissie Hynde entre otros), con versiones de canciones clásicas de Dylan, así como unas canciones interpretadas por el propio Dylan al final del evento. La banda soporte del concierto estuvo formada por los miembros supervivientes del grupo Booker T. & the M.G.'s: Booker T. Jones en el órgano, Donald "Duck" Dunn en el bajo y Steve Cropper en la guitarra, además del batería Anton Fig en sustitución de Al Jackson. También a la batería figura Jim Keltner.
Tras World Gone Wrong, el músico renovó su contrato con Columbia y ofreció varios conciertos en el Supper Club de Manhattan «invirtiendo un poder y una pasión en "Jack-A-Roe", "Delia" y "Weeping Willow" perdidos durante un año entero de conciertos mediocres», según el biógrafo Clinton Heylin. Con vías a editarlo como disco, las grabaciones del Supper Club fueron archivadas y en su lugar publicó MTV Unplugged, un álbum en formato acústico que incluyó «John Brown», una canción inédita de 1963 que detalla los estragos de la guerra y del chovinismo. Aunque el músico afirmó su deseo de interpretar canciones tradicionales en la línea de sus dos anteriores trabajos, ejecutivos de Sony insistieron en que tocase sus mayores éxitos.

#### Enfermedad y regreso creativo:Time Out of Mind(1997-1999)
Con una colección de canciones escritas durante una nevada en su rancho de Minesota, Dylan reservó los Criteria Studios de Miami con Daniel Lanois como productor. Poco después de completar la grabación, Dylan enfermó de histoplasmosis, una infección fúngica o micosis sistémica causada por la levadura Histoplasma capsulatum, a raíz de la cual se vio obligado a cancelar su gira y a permanecer en cama durante junio de 1997. El músico se recuperó pronto y abandonó el hospital comentando: «Realmente pensé que vería a Elvis muy pronto». A mediados de 1997 regresó a los escenarios y tocó en el XIII Congreso Eucarístico Internacional celebrado en Bolonia, Italia, ante el papa Juan Pablo II. Posteriormente, el papa leyó un sermón ante un público de más de 200 000 personas basado en la letra de la canción Blowin' in the Wind.
En septiembre de 1997 publicó Time Out of Mind, producido por Lanois y su primer trabajo con nuevo material en siete años. Con una evaluación amarga del amor en temas como «Love Sick» y reflexiones sobre la muerte en «Not Dark Yet», «Tryin' to Get to Heaven» y «Standing on the Doorway», Time Out of Mind fue aclamado por la crítica musical: al respecto, Stephen Thomas Erlewine, que destacó el «sonido nebuloso y ominoso» del álbum, escribió que «las canciones en sí son uniformemente potentes y se suman a la mejor colección general de Dylan en años». Time Out of Mind ganó dos Grammy en la 40.ª edición de los premios en las categorías de álbum del año y mejor álbum de folk contemporáneo, mientras que la canción «Cold Irons Bound» se alzó con el Grammy a la mejor interpretación vocal de rock masculina.
En diciembre del mismo año, el Presidente de los Estados Unidos Bill Clinton otorgó a Dylan el Kennedy Center Honor en la Casa Blanca y comentó: «Probablemente ha tenido más impacto en la gente de mi generación que cualquier otro artista creativo. Su voz y sus letras nunca han sido fáciles de oír, pero a lo largo de su carrera Bob Dylan nunca estuvo destinado a complacer. Ha perturbado la paz e incomodado a los poderosos». En 1998, Columbia publicó Live 1966: «The Royal Albert Hall» Concert, cuarto volumen de la colección The Bootleg Series que incluyó el último concierto de la gira de 1966 ofrecido en Mánchester y en el que un miembro del público llamó «Judas» a Dylan, aparentemente por abandonar el folk y comenzar a tocar música eléctrica.

### Década de 2000

#### Del Óscar a"Love and Theft"(2000-2001)

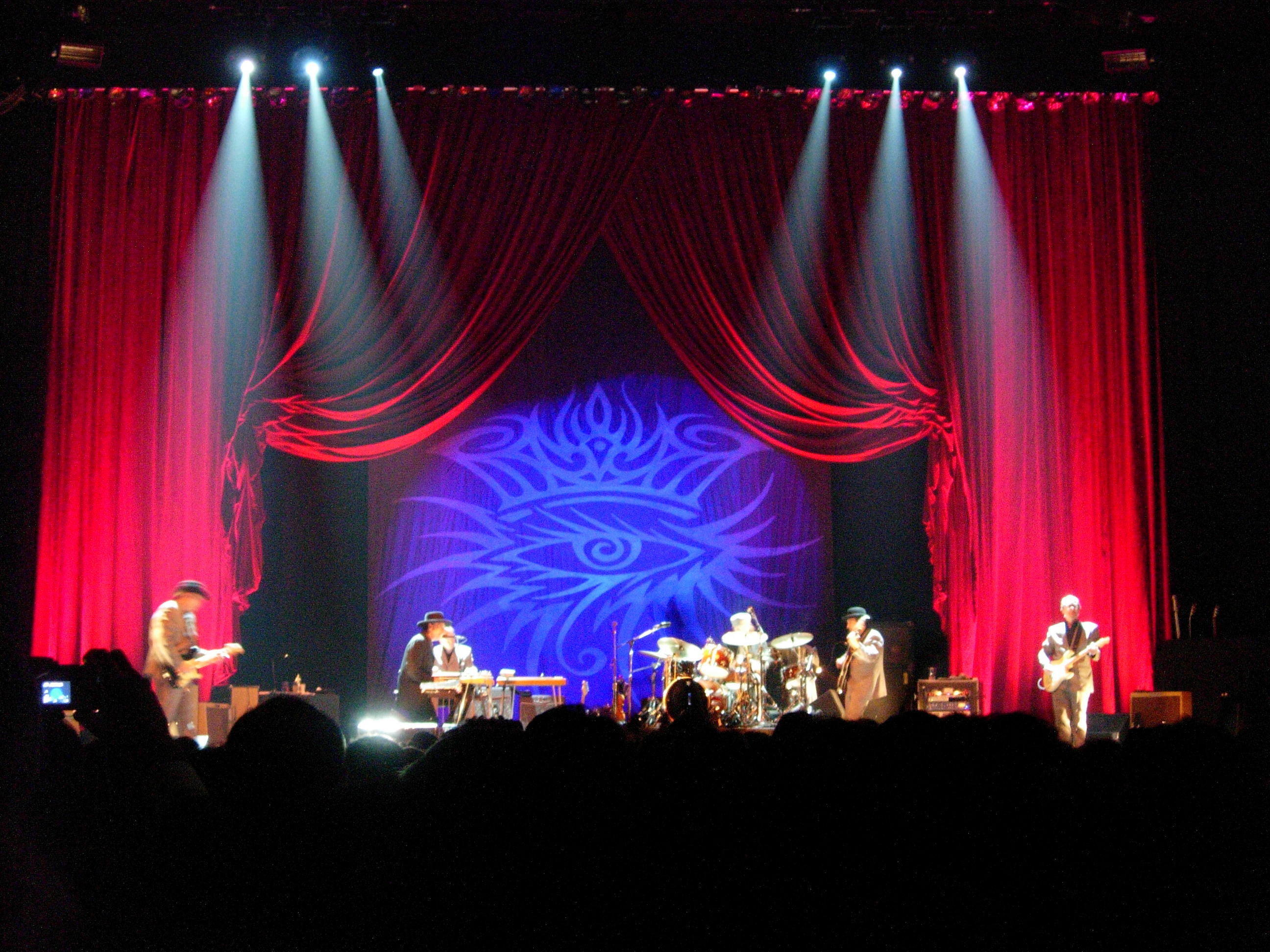
Concierto en Bolonia en noviembre de 2005, en el marco de su gira Never Ending Tour, con el logotipo de Dylan como telón de fondo.

Dylan comenzó el nuevo siglo manteniendo un promedio de cien conciertos anuales en su gira Never Ending Tour y ganando su primer Óscar a la mejor canción y un Globo de Oro por «Things Have Changed», compuesta para la película Wonder Boys. El Óscar, o un facsímil del mismo según algunos medios, suele presidir el escenario situado sobre un amplificador. Un año después publicó "Love and Theft", un nuevo álbum grabado con su banda de gira y autoproducido por Dylan bajo el seudónimo de Jack Frost. El álbum obtuvo buenas reseñas de la prensa musical, que destacó una ampliación de su paleta musical hacia géneros como el rockabilly, el swing, el jazz y las baladas, y se alzó con el Grammy al mejor álbum de folk contemporáneo en la 44.ª entrega de los premios. No obstante, "Love and Theft" generó controversia cuando The Wall Street Journal señaló similitudes entre algunas letras de las canciones y el libro de Junichi Saga Confessions of a Yakuza.

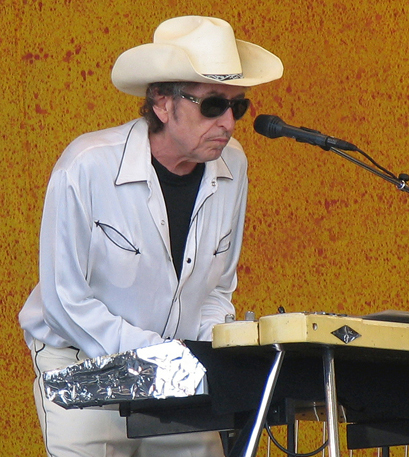
Dylan tocando el teclado en el New Orleans Jazz and Heritage Festival en abril de 2006.

Durante la década, Dylan compaginó sus giras con nuevas actividades extramusicales. Al respecto, coescribió el largometraje Anónimos con el director Larry Charles bajo el alias de Sergei Petrov e interpretó al protagonista del filme, Jack Fate, junto a actores como Jeff Bridges, Penélope Cruz y John Goodman. La película dividió a la crítica cinematográfica entre los que la calificaron como un «lío incoherente» y los que la trataron como una obra seria. Además, en octubre de 2004 publicó la primera parte de su autobiografía, Chronicles: Volume One, en la que dedicó tres capítulos a sus primeros años en Nueva York entre 1961 y 1962, así como otros dos a las grabaciones de New Morning y Oh Mercy. El libro alcanzó el segundo puesto en la lista de libros de no ficción más vendidos según The New York Times y fue nominado al Premio Nacional del Libro.

#### No Direction Homey nuevosBootleg Series(2002-2005)
Entre 2002 y 2006, Columbia y Legacy Recordings publicaron tres nuevos volúmenes de The Bootleg Series: Live 1975, The Rolling Thunder Revue, con extractos de conciertos de la primera etapa de la gira Rolling Thunder Revue, Live 1964, Concert at Philharmonic Hall, que recoge un concierto en el Philharmonic Hall de Nueva York dominado por canciones protesta, y No Direction Home: The Soundtrack, banda sonora del documental No Direction Home, dirigido por Martin Scorsese. El documental, estrenado en septiembre de 2006, se centra en el periodo que va desde la llegada de Dylan a Nueva York en 1961 hasta su accidente de moto en 1966, e incluyó entrevistas con Suze Rotolo, Liam Clancy, Joan Baez, Allen Ginsberg, Pete Seeger, Mavis Staples y el propio Dylan.

#### Locutor de radio yModern Times(2006)
En mayo de 2006, Dylan se estrenó como locutor de radio en el programa Theme Time Radio Hour, con una selección de canciones semanal en torno a un tema monográfico. En el programa, Dylan seleccionó canciones clásicas y poco conocidas desde la década de 1930 hasta la actualidad, incluyendo artistas contemporáneos de diversos géneros como Blur, Prince, L.L. Cool J o The Streets, entre otros. El programa fue alabado por críticos y seguidores como un «gran programa de radio» al incluir una dinámica habitual con historias relatadas por el propio Dylan y referencias a su humor sardónico y a sus conocimientos musicales. El último programa, titulado «Goodbye», fue emitido en abril de 2009 y cerrado con la canción de Woody Guthrie «So Long, It's been Good To Know Yuh».
El mismo año publicó Modern Times, descrito por la prensa musical como la última entrega de una trilogía exitosa y precedida por Time Out of Mind y "Love and Theft". Modern Times, el primer álbum de Dylan en debutar en el número uno de la lista Billboard 200 desde Desire, fue elegido por Rolling Stone como el mejor álbum de 2006 y recibió dos premios en la 49.ª edición de los Grammy: uno al mejor álbum de folk contemporáneo y otro a la mejor interpretación vocal de rock solista por la canción «Someday Baby».

#### DeTogether Through LifeaChristmas in the Heart(2007-2009)

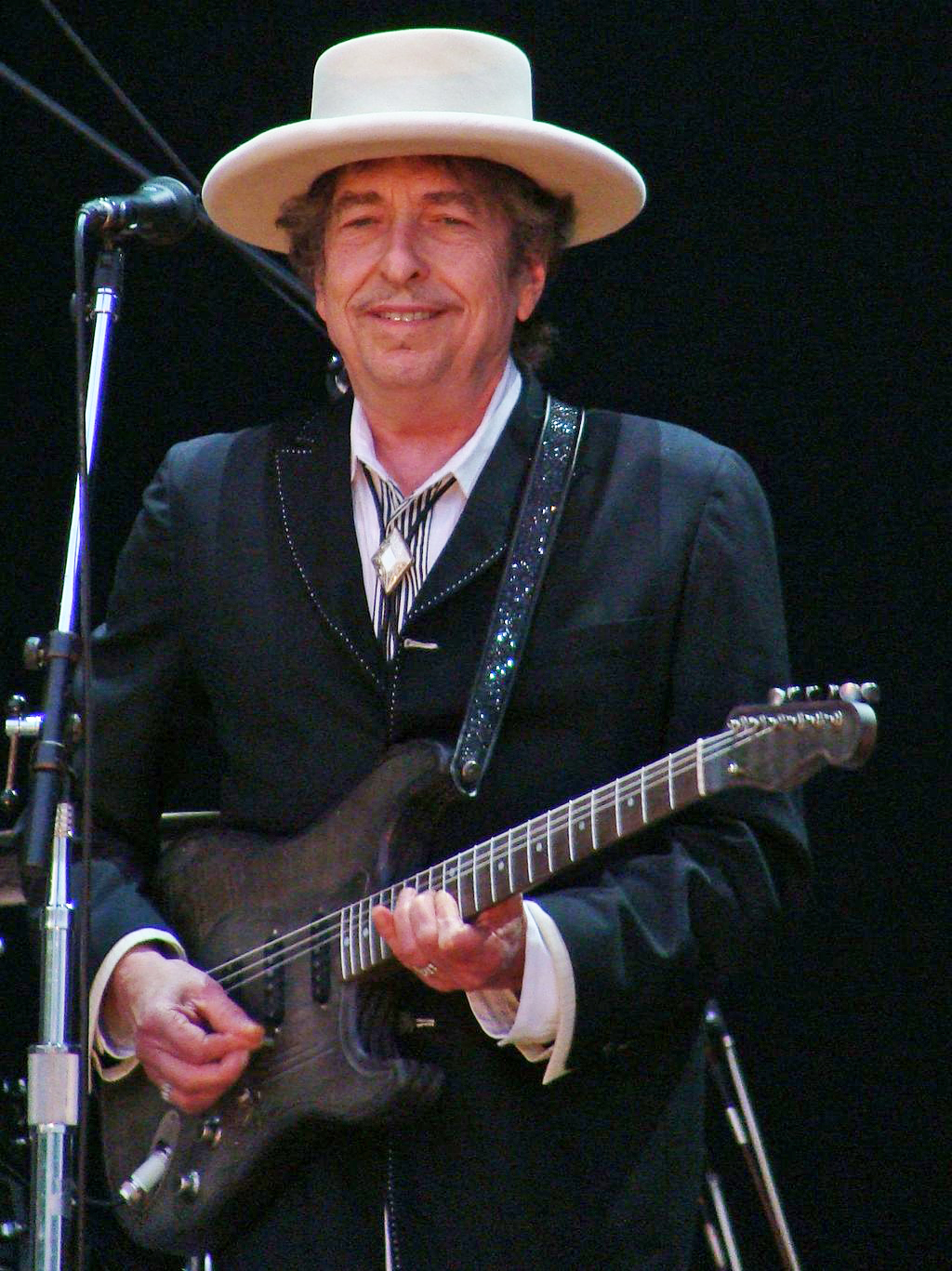
Dylan en el Azkena Rock Festival de Vitoria en junio de 2010.

I'm Not There, un nuevo biopic sobre la vida de Dylan, fue estrenado en agosto de 2007. Escrita y dirigida por Todd Haynes, la película hace uso de seis personajes distintos, interpretados por Christian Bale, Cate Blanchett, Marcus Carl Franklin, Richard Gere, Heath Ledger y Ben Whishaw, para representar los distintos aspectos de su vida. Una grabación inédita de 1967 de la que la película toma el nombre se incluyó por primera vez en la banda sonora del filme, mientras que el resto de las canciones fueron versiones de otros artistas como Eddie Vedder, Stephen Malkmus, Jeff Tweedy, Willie Nelson, Cat Power, Richie Havens y Tom Verlaine. En octubre del mismo año fue galardonado con el Premio Príncipe de Asturias de las Artes en Oviedo, sin la presencia del músico al coincidir con un concierto en Omaha, Nebraska.
En octubre de 2008, Columbia y Legacy publicaron Tell Tale Signs: Rare and Unreleased 1989-2006, octavo volumen de la colección The Bootleg Series que incluyó actuaciones en directo y descartes de discos de estudio entre Oh Mercy y Modern Times, así como contribuciones a varias bandas sonoras y colaboraciones con David Bromberg y Ralph Stanley. La publicación fue bien recibida por la prensa musical: al respecto, Thom Jurek escribió que la abundancia de tomas alternativas y material inédito «se siente como un nuevo disco de Dylan, no solo por la asombrosa frescura del material, sino también por la increíble calidad de sonido y la sensación orgánica de todo».
Un año después publicó Together Through Life, un nuevo álbum que tuvo su origen en «Life Is Hard», una canción que compuso para el largometraje de Olivier Dahan My Own Love Song. Según declaró al periodista Bill Flanagan: «El disco tomó su propia dirección». El álbum, cuyas canciones fueron mayoritariamente coescritas entre Dylan y Robert Hunter, combinó géneros como el rock, el folk rock y el blues, con un sonido «cercano a los discos de Sun Records y Chess Records», según Flanagan. Together Through Life volvió a obtener reseñas positivas por parte de la prensa musical y alcanzó el primer puesto tanto en las listas de discos más vendidos de los Estados Unidos y del Reino Unido.
El mismo año editó Christmas in the Heart, un álbum de música navideña destinado a recaudar fondos para organizaciones humanitarias como Feeding America y para el Programa Mundial de Alimentos de la ONU. El álbum incluyó versiones de villancicos como «Little Drummer Boy», «The Christmas Song» y «Hark the Herald Angels Sing» y obtuvo reseñas mixtas de la prensa: Edna Gundersen de USA Today señaló que Dylan «estaba revisando estilos popularizados por Nat King Cole, Mel Tormé y Ray Conniff Singers» y concluyó que «no podía sonar más sentimental o sincero».

### Década de 2010

#### Nuevos recopilatorios y homenajes (2010-2011)

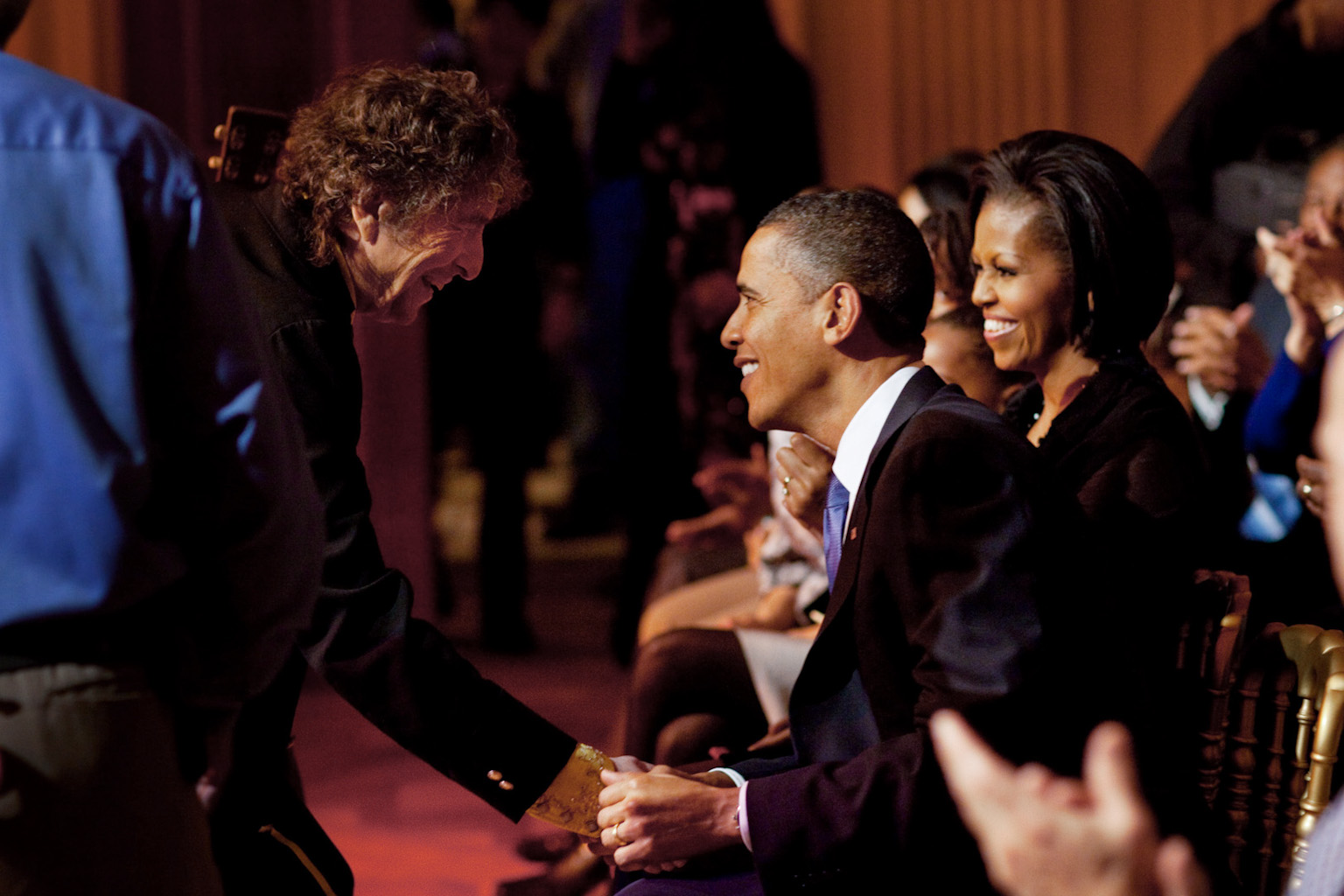
Dylan saluda al Presidente de los Estados Unidos Barack Obama tras una actuación en la Casa Blanca para celebrar la música del movimiento por los derechos civiles, el 9 de febrero de 2010.

A pesar de publicar discos de estudio en largos intervalos de tiempo, Columbia mantiene la actividad discográfica de Dylan con el lanzamiento de recopilatorios, nuevos volúmenes de The Bootleg Series o discos en directo de forma casi anual. Al respecto, en octubre de 2010 publicó The Witmark Demos (1962–1964), el noveno volumen de The Bootleg Series con 47 demos grabadas con guitarra acústica y armónica para las editoriales Leeds Music y M. Witmark & Sons entre 1962 y 1964, y The Original Mono Recordings, una caja recopilatoria con los siete primeros discos de Dylan en sonido monoaural acompañada de un libreto de 56 páginas y un ensayo del crítico Greil Marcus. Un año después, Columbia publicó In Concert – Brandeis University 1963, un concierto inédito grabado en el Festival de Folk de Brandeis en Waltham (Massachusetts) el 10 de mayo de 1963, dos semanas antes de la publicación de The Freewheelin' Bob Dylan.
En octubre de 2011, Dylan publicó The Lost Notebooks of Hank Williams, un proyecto de canciones inéditas de Hank Williams bajo su propia compañía discográfica, Egyptian Records. Dylan ayudó a completar el proyecto con canciones que Williams dejó sin terminar tras su muerte en 1953 y que fueron grabadas por músicos como Levon Helm, Norah Jones, Jack White, el propio Dylan y su hijo Jakob. El mismo año, Amnistía Internacional publicó Chimes of Freedom: The Songs of Bob Dylan Honoring 50 Years of Amnesty International, un recopilatorio con 76 versiones de canciones de Dylan interpretadas por una larga lista de músicos como Pete Townshend, Kronos Quartet, Sinead O'Connor y Pete Seeger, entre otros.

#### Tempest(2012-2013)
En mayo de 2012, el Presidente de los Estados Unidos Barack Obama otorgó a Dylan la Medalla Presidencial de la Libertad en la Casa Blanca. Obama alabó a Dylan por su «único y grave poder que redefinió no solo cómo sonaba la música, sino también el mensaje que transmitía y cómo hacía sentir a la gente». En septiembre del mismo año publicó Tempest, un nuevo álbum de estudio con un marcado giro hacia letras sombrías y violentas que incluye referencias al hundimiento del RMS Titanic en «Tempest» y un homenaje a John Lennon en «Roll On John». El álbum volvió a obtener buenas críticas de la prensa musical: The Daily Telegraph comentó que «el mayor trovador de la música popular es aún tan brillante y desconcertante como siempre», mientras que McCormick dijo «me quedé impresionado con la loca energía del álbum. A sus 71 años, Dylan todavía llama la atención hacia nuevos y extraños lugares en lugar de volver a examinar su pasado».
En agosto de 2013, Columbia publicó Another Self Portrait (1969-1971), el décimo volumen de The Bootleg Series con 35 temas previamente inéditos, entre tomas alternativas y demos, de las sesiones entre 1969 y 1971 durante la grabación de Self Portrait y New Morning. La edición deluxe incluyó también un tercer disco con el concierto que Dylan ofreció junto a The Band en el Festival de la Isla de Wight el 31 de agosto de 1969. En noviembre, publicó The Complete Album Collection: Vol. One, una caja recopilatoria con el catálogo musical completo de Dylan y una colección titulada Side Tracks con canciones no incluidas en ningún álbum. Para publicitar la caja, Columbia estrenó un videoclip interactivo de «Like a Rolling Stone» que permite al oyente cambiar entre dieciséis canales de televisión simulados, con todos los personajes sincronizando con los labios la letra de la canción. La revista Time eligió el videoclip de «Like a Rolling Stone» como el mejor video musical de 2013.

#### Shadows in the NightyFallen Angels(2014-2016)
En mayo de 2014, Dylan publicó en su página web una versión de «Full Moon and Empty Arms», tema popularizado por Frank Sinatra en 1945. La canción sirvió como adelanto del álbum Shadows in the Night, que contiene versiones de 10 canciones escritas entre 1923 y 1963 grabadas por Sinatra. El álbum fue publicado finalmente en febrero de 2015. Además, en noviembre del mismo año, Columbia publicó The Basement Tapes Complete, una caja de seis discos con 138 temas grabados con The Band en su hogar de Woodstock en 1967. Hasta la fecha, solo una selección de canciones había sido publicada en The Basement Tapes en 1975 y un centenar de tomas alternativas en discos pirata.
En septiembre de 2015, Sony Music anunció la publicación de The Bootleg Series Vol. 12: The Cutting Edge 1965-1966, con material inédito correspondiente a las sesiones de grabación de los tres álbumes que Dylan grabó entre enero de 1965 y marzo de 1966: Bringing It All Back Home, Highway 61 Revisited y Blonde on Blonde.
A comienzos de 2016, Dylan vendió más de 6000 piezas de su archivo personal, incluyendo manuscritos, libretas, grabaciones y cartas, a la George Kaiser Family Foundation y a la Universidad de Tulsa, con un valor estimado de «entre quince y veinte millones de dólares». La colección también incluyó treinta horas de material filmado para el documental Don't Look Back, así como material cinematográfico de la gira Rolling Thunder Revue de 1975. El archivo será expuesto en el Helmerich Center for American Research. El 7 de marzo, anunció el lanzamiento de Fallen Angels, un álbum de versiones de canciones clásicas en la línea de Shadows in the Night, acompañado de una gira por Japón y Estados Unidos con Mavis Staples.
En septiembre de 2016, Legacy Recordings anunció la publicación en noviembre de Bob Dylan: The 1966 Live Recordings, una caja recopilatoria que incluirá 36 CD con todas las grabaciones conocidas realizadas durante la gira de Dylan en 1966 por Estados Unidos, Reino Unido, Europa y Australia, en la cual estuvo respaldado por el grupo The Band. El presidente de Legacy Recordings, Adam Block comentó: "Mientras estábamos recopilando el material de The Cutting Edge 1965-1966, nos dimos cuenta de lo realmente buenas que fueron las grabaciones en directo de la gira de 1966." Las grabaciones comenzaron en Sídney (Australia), el 13 de abril de 1966, y finalizan con el concierto del Royal Albert Hall en Londres, el 27 de mayo. A excepción del concierto publicado en The Bootleg Series, Vol. 4: Live 1966. The "Royal Albert Hall" Concert y de varias canciones incluidas en el recopilatorio Biograph, la mayoría de los conciertos incluidos en The 1966 Live Recordings, procedentes de soundboard, de estudios portátiles de CBS Records y de cintas del público, son inéditos. Las notas del álbum están escritas por Clinton Heylin, autor del libro Judas!: From Forest Hills to the Free Trade Hall: A Historical View of Dylan’s Big Boo, un estudio de la gira del 1966.
Dylan también participó en el megafestival llamado Desert Trip, realizado en California el 7 de octubre del 2016, el cual incluía en su cartel a los Rolling Stones, Neil Young, Paul McCartney, The Who y Roger Waters.

#### Triplicatey nuevasBootleg Series(2017-2018)
A comienzos de 2017, Columbia anunció la publicación de un álbum triple, Triplicate, el 31 de marzo. El álbum cuenta con 30 nuevas grabaciones de canciones clásicas norteamericanas, incluyendo "As Time Goes By" de Herman Hupfeld y "Stormy Weather" de Harold Arlen y Ted Koehler. El álbum fue grabado en los Hollywood's Capitol Studios junto a la banda habitual de Dylan. Triplicate es el trigésimo octavo álbum de estudio de Dylan.
El 20 de septiembre de 2017, el canal oficial de Dylan en Youtube publicó una versión de la canción "When You Gonna Wake Up" grabada en Oslo (Noruega), el 9 de julio de 1981, como primer sencillo de adelanto de un nuevo álbum recopilatorio, The Bootleg Series Vol. 13: Trouble No More 1979–1981, que cubre la denominada "etapa cristiana" de Dylan, y cuya publicación se produjo el 3 de noviembre de 2017. En paralelo, en septiembre de 2017, el Festival de Cine de Nueva York celebró el estreno de la película Trouble No More, que trata sobre la gira de Bob Dylan en 1979 y 1980.
En septiembre de 2018, Sony Legacy anunció la publicación del álbum The Bootleg Series Vol. 14: More Blood, More Tracks el 2 de noviembre. El álbum recopilatorio incluye todas las grabaciones realizadas para su álbum de 1975 Blood on the Tracks. Se publicará en dos versiones, una de un solo CD y una completa con 6 CD en edición de lujo.

## Never Ending Tour

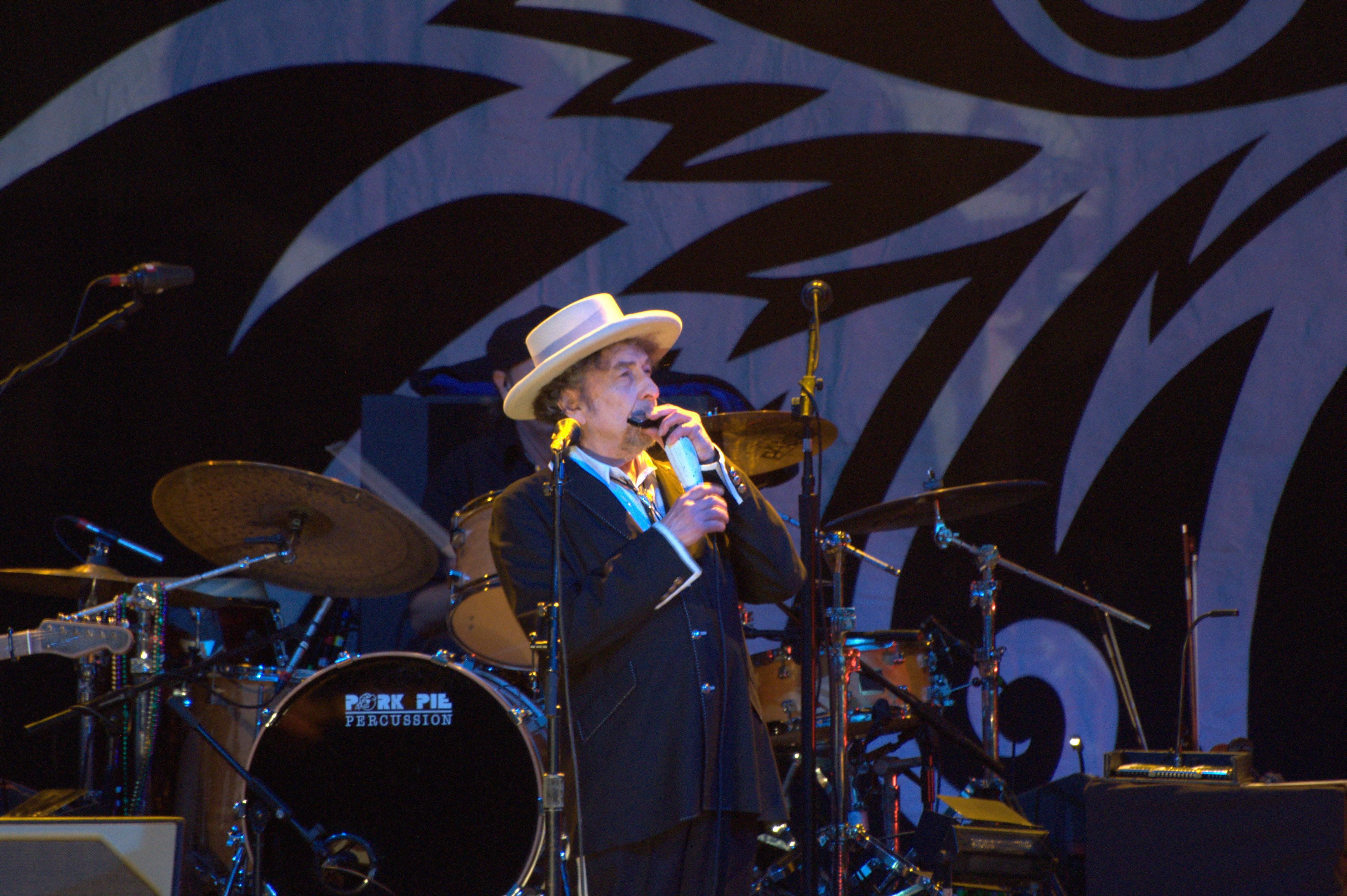
Bob Dylan en concierto, en el Finsbury Park de Londres, el 18 de junio de 2011.

Never Ending Tour —en español: «La gira interminable»— es el nombre popular con el que se conoce a la gira musical de Dylan desde el 7 de junio de 1988, desde la cual ha mantenido un formato similar de sus conciertos y un promedio de cien fechas anuales durante tres décadas consecutivas. La gira, que a fecha de mayo de 2014 suma más de 2500 conciertos, incluye una banda de acompañamiento cambiante con un núcleo integrado por el bajista Tony Garnier, el multiinstrumentista Donnie Herron y el guitarrista Charlie Sexton. Los conciertos se caracterizan por una revisión del catálogo de Dylan con nuevos arreglos musicales de sus composiciones antiguas y cambios del enfoque vocal de año en año e incluso entre conciertos.
La opinión crítica sobre la gira es mixta: críticos como Richard Williams y Andy Gill consideran que Dylan ha encontrado una fórmula exitosa para presentar su vasto legado musical, aunque otros han criticado sus actuaciones en directo por dar y escupir «las mejores letras que se hayan escrito de forma que sean efectivamente irreconocibles» y por dar tan poco al público que «es difícil entender qué está haciendo en el escenario».
El paso de su gira por China en abril de 2011 generó controversia al no hacer ningún comentario explícito sobre la situación política del país y por acceder a censurar su propia lista de canciones según las autoridades chinas. Por el contrario, otros defendieron la presencia de Dylan en el país y argumentaron que no existían pruebas de que el músico se sometiera a la censura del país. En respuesta a estas alegaciones, el músico emitió un comunicado en su página web: «En cuanto a la censura, el gobierno chino había pedido los nombres de las canciones que iba a tocar. No hay una respuesta lógica a eso, así que les enviamos la lista de los últimos tres meses. Si había alguna canción, algún verso o alguna línea censurada, nadie me habló de ello y tocamos las canciones que pretendíamos tocar».

## Influencia, importancia y reconocimiento internacional
Se ha descrito a Bob Dylan como una de las figuras más influyentes del siglo XX desde el punto de vista musical y cultural. Fue incluido en el especial Time 100: The Most Important People of the Century, donde fue definido como "maestro poeta, crítico social cáustico e intrépido espíritu guía de la generación contracultural". En 2004, se le elevó a la segunda posición de la lista de los mejores artistas de todos los tiempos en la revista Rolling Stone. El presidente Barack Obama afirmó sobre Dylan en 2012: «No hay un mayor gigante en la historia de la música americana.» Durante 20 años, varios académicos hicieron campaña para que la Academia Sueca concediera a Dylan el Premio Nobel de Literatura, que finalmente le fue otorgado en 2016, convirtiendo a Dylan en el primer músico en recibirlo. Horace Engdahl, un miembro del comité sueco, describió con las siguientes palabras el lugar de Dylan en la historia literaria:

...un cantante que merece un lugar junto a los bardos griegos, junto a Ovidio, junto a los visionarios románticos, junto a los reyes y las reinas del blues, junto a los maestros olvidados de brillantes estándares musicales.

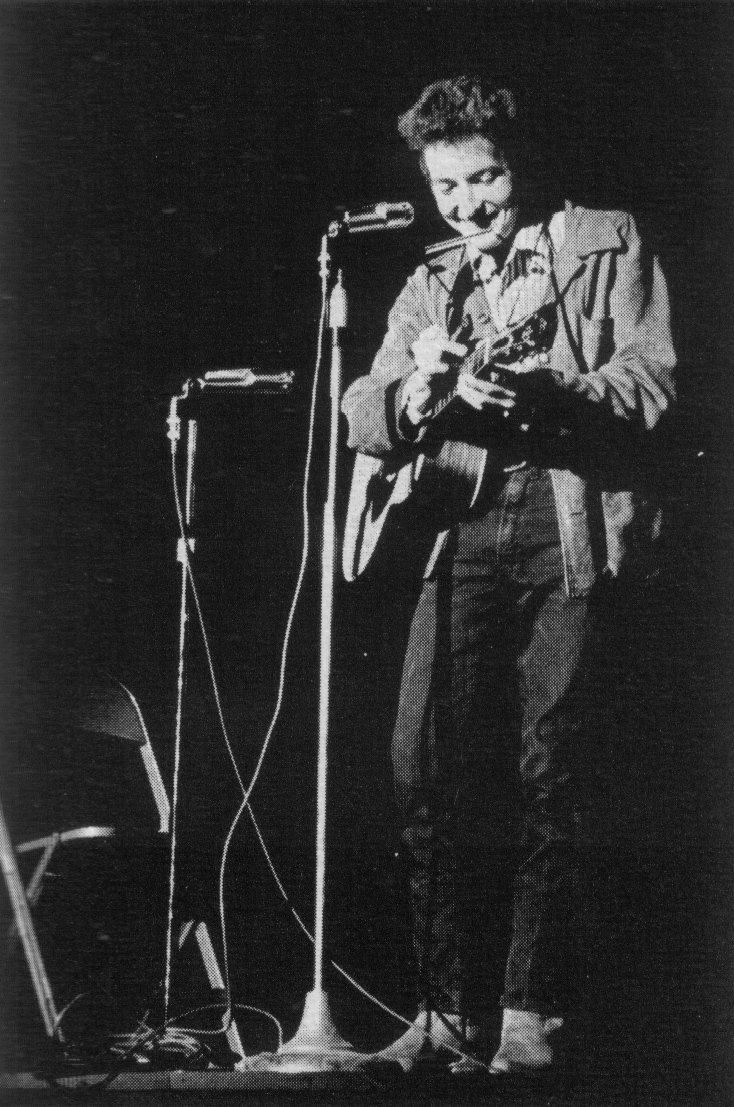
Bob Dylan actuando en la Universidad St. Lawrence de Nueva York, 1963.

Con un estilo inicialmente modelado a partir de las canciones de Woody Guthrie y de Robert Johnson, Dylan aportó técnicas líricas cada vez más sofisticadas a la música folk de comienzos de la década de 1960, infundiéndole "el intelectualismo de la literatura y poesía clásicas". Paul Simon sugiere que con sus primeras composiciones, Dylan se hizo virtualmente con el dominio del género folk: "Las primeras canciones eran muy ricas, con fuertes melodías. "Blowin' in the Wind" tiene una verdadera melodía muy fuerte. Se engrandeció a sí mismo por medio del trasfondo de folk que incorporó durante un tiempo. Durante un tiempo, definió el género".
Cuando Dylan pasó de la música acústica al folk rock, la mezcla fue aún más compleja. Para muchos críticos, el mayor logro de Dylan fue la síntesis cultural que ejemplifica su trilogía de álbumes de mediados de los sesenta: Bringing It All Back Home, Highway 61 Revisited y Blonde on Blonde. Según Mike Marqusee:

"Entre finales de 1964 y verano de 1966, Dylan creó una obra que sigue siendo única. Sobre las bases del folk, del blues, del country, del R&B, del rock'n'roll, del gospel, del beat británico, de la poesía simbolista, modernista y beat, del surrealismo y del dadaísmo, y recomendando la jerga y el comentario social, Fellini y el Mad Magazine, forjó una coherente y original voz y visión artística. La belleza de estos álbumes conserva el poder del impacto y del consuelo".

Un legado de la sofisticación verbal de Dylan fue la creciente atención que lograba por parte de críticos literarios. Las letras de Dylan comenzaron a ser estudiadas de una forma más detallada por parte de académicos y poetas a partir de 1998, cuando la Universidad de Stanford organizó la primera conferencia académica internacional acerca de Bob Dylan en los Estados Unidos. En 2004, Richard F. Thomas, profesor de la Universidad de Harvard, creó un seminario titulado "Dylan", para "poner al artista en el contexto no únicamente de la cultura popular del último medio siglo, sino en la tradición de poetas clásicos como Virgilio y Homero." William Arctander O'Brien, erudito literario y profesor de alemán y literatura comparada en la Universidad de California en San Diego, memorializó la importancia de la contribución de Dylan a la literatura con la creación en 2009 de un curso académico completo dedicado a Dylan, que analizaba y celebraba la "importancia histórica, política, económica, estética y cultural de la obra de Dylan."
El crítico literario Christopher Ricks publicó un análisis de 500 páginas sobre el trabajo de Dylan, Dylan's Visions of Sin, situándolo en el contexto de autores como Eliot, Keats y Alfred Tennyson. Por su parte, el poeta laureado de Gran Bretaña Andrew Motion sugirió también que las letras de Bob Dylan deberían estudiarse en la escuela. El consenso acerca de que las letras y canciones de Dylan constituyen su principal logro creativo quedó reflejado en la Encyclopædia Britannica, donde su entrada afirmaba: «Saludado como el Shakespeare de su generación, Dylan estableció el patrón para la escritura de canciones.»
La medida en que se estudia su obra a nivel académico se demostró en su septuagésimo cumpleaños, el 24 de mayo de 2011, cuando tres universidades organizaron simposios sobre su obra. La Universidad de Maguncia, la Universidad de Viena y la Universidad de Brístol invitaron a críticos literarios e historiadores culturales para dar ponencias sobre diversos aspectos de la obra de Dylan. Otros eventos, incluyendo bandas tributo y discusiones, tuvieron lugar de forma simultánea a lo largo del mundo. Según comentó The Guardian: «De Moscú a Madrid, de Noruega a Northampton y de Malasia a su hogar en Minesota, confesos "Bobcats" se reunirán hoy para celebrar el 70 aniversario de un gigante de la música popular».
Si la obra de Dylan en la década de 1960 se contempla como un intento de llevar ambición intelectual a la música popular, los críticos actualmente lo describen como una figura que ha expandido en gran medida la cultura folk de la que emergió inicialmente. Tras la publicación del biopic de Todd Haynes acerca de la figura de Dylan I'm Not There, J. Hoberman escribió en su crítica del Village Voice en 2007:

Elvis pudo no haber nacido nunca, pero seguramente alguien habría alumbrado el rock 'n' roll. Esa lógica no permite explicar a Bob Dylan. Ninguna ley general de la historia pedía que un candidato a Elvis de Hibbing, Minesota, se desviaría del resurgir folk del Greenwich Village para convertirse en el primer y más grande bardo beatnik del rock 'n' roll, y entonces —habiendo alcanzado la fama y adoración sin medida— se desvanecería en una tradición folk propia.

Cuando Dylan fue galardonado con el Premio Nobel de Literatura, el periódico The New York Times comentó: "Al elegir a un músico popular para el más alto honor del mundo literario, la Academia Sueca, que otorga el premio, ha redefinido la frontera de la literatura, comenzando un debate acerca de si las letras de las canciones tienen el mismo valor artístico como la poesía o las novelas." Las reacciones variaron desde el sarcasmo de Irvine Welsh, que lo describió como un "acto de nostalgia hippie", al entusiasmo de Salman Rushdie que escribió: “Desde Orfeo a Faiz, la canción y la poesía han estado íntimamente ligadas. Dylan es el brillante heredero de la tradición de los bardos. Gran elección."
Dentro del terreno musical, Lou Reed, Jimi Hendrix, Bono, Neil Young, Bruce Springsteen, Tom Petty, The Beatles, Van Morrison, Leonard Cohen, U2, The Go-Betweens, David Bowie, Bryan Ferry, Mike Watt, Roger Waters, Ian Hunter, Paul Simon, David Gilmour, Nick Cave, Keith Richards, Patti Smith, Iggy Pop, Jack White, Ronnie Wood, Billy Joel, Glen Hansard, Robyn Hitchcock, Joe Strummer y Tom Waits, entre otros, han reconocido la importancia de Dylan en la música contemporánea. También los cantautores españoles Joaquín Sabina, Enrique Bunbury, José Riaza y Nacho Vegas, así como el argentino Andrés Calamaro, quien participó en una gira por España con él en 1999, se sienten influenciados por su música y legado. El asturiano Toli Morilla editó en junio de 2009 un disco con diez versiones en asturiano autorizadas por Dylan. Charly García y León Gieco han reconocido la influencia de Bob Dylan, e incluso fueron los músicos con los que Dylan dio el recital en el estadio del Club Atlético Vélez Sarsfield (Buenos Aires) durante su gira del 2008 por el continente americano.

## Pinturas y dibujos
Dylan se aficionó al dibujo y la pintura desde su juventud. La portada de la revista Sing Out! en octubre de 1968 es de su autoría. Se trata de un hombre sentado con sombrero y guitarra, probablemente un autorretrato. La portada del álbum Self Portrait (1970) reproduce una de sus pinturas. Otro de sus dibujos se reprodujo también en la portada del álbum de 1974 Planet Waves.
Más de una década después de que Random House publicase Drawn Blank (1994), un libro con dibujos de Dylan, en octubre de 2007 se inauguró la exhibición The Drawn Blank Series en el Kunstsammlungen de Chemnitz, Alemania. La primera exposición pública de las pinturas de Dylan exhibió más de doscientas acuarelas y gouaches de sus dibujos originales. La exposición coincidió con la publicación del libro Bob Dylan: The Drawn Blank Series, que incluyó 170 reproducciones de la serie. Entre septiembre de 2010 y abril de 2011, la Galería Nacional de Dinamarca exhibió cuarenta pinturas acrílicas de Dylan, bajo el título de The Brazil Series.
En julio de 2011, la Galería Gagosian, especializada en arte contemporáneo, anunció la representación de pinturas del músico. Una exhibición de Dylan, titulada The Asia Series, se inauguró en el Gagosian Madison Avenue Gallery el 20 de septiembre, con pinturas de escenas ambientadas en China y el Lejano Oriente. The New York Times señaló que «algunos seguidores y dilanólogos han planteado preguntas sobre si algunas de estas pinturas se basan en experiencias y observaciones del cantante, o en fotografías que están ampliamente disponibles y no fueron tomadas por Dylan», mientras que The Times señaló semejanzas entre las pinturas de Dylan y fotografías tomadas por Dmitri Kessel y Henri Cartier-Bresson. La agencia Magnum confirmó que Dylan había licenciado los derechos de reproducción de las fotografías imitadas.
La segunda exhibición de Dylan en la Galería Gagosian, Revisionist Art, abrió en noviembre de 2012. La muestra consistió en treinta pinturas que transformaban y satirizaban revistas populares como Playboy y Babytalk. En febrero de 2013, Dylan exhibió las pinturas de The New Orleans Series en el Palacio Real de Milán. En agosto del mismo año, la National Portrait Gallery de Londres acogió la primera gran exposición de Dylan en el Reino Unido, Face Value, con doce pinturas al pastel.
En noviembre de 2013, la Galería Halcyon de Londres acogió Mood Swings, una exhibición de siete puertas de hierro creadas por Dylan. En un comunicado difundido por la galería, Dylan dijo: «He convivido con el hierro toda mi vida desde que era niño. Nací y crecí en un país de mineral de hierro, donde podías olerlo y respirarlo todos los días. Las puertas me apelan por el espacio negativo que permiten. Pueden ser cerradas, pero al mismo tiempo permiten que las estaciones del año y las brisas entren y fluyan. Pueden dejarte fuera o dentro. Y en cierto modo no hay ninguna diferencia».

## Vida personal

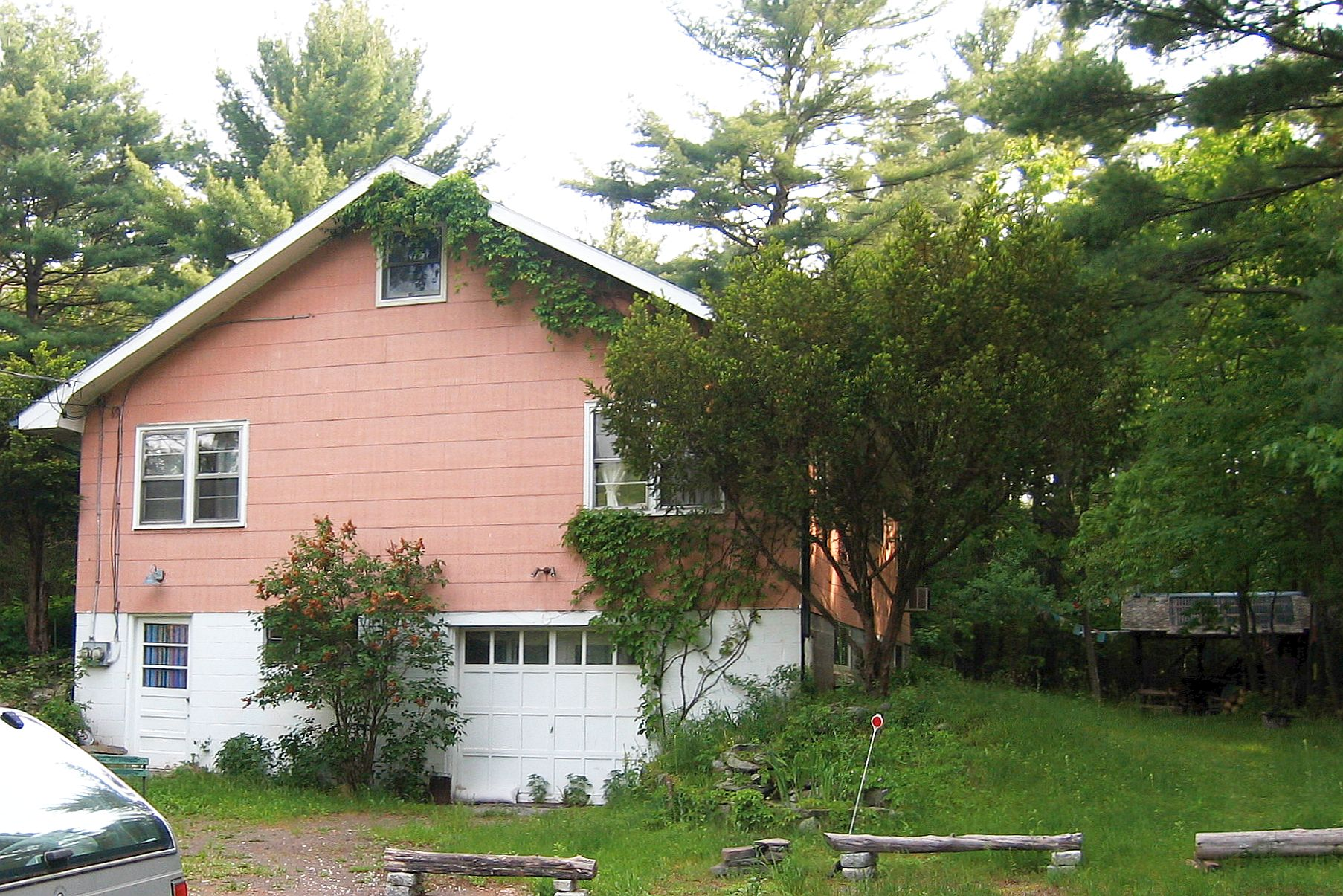
«Big Pink», casa de The Band a finales de los 60, situada en West Saugerties (cerca de Woodstock), EE UU. Fue a esta casa a la que Bob Dylan acabaría retirándose para escribir canciones y tocarlas e intentar otras, en su gran sótano.

Suze Rotolo, la joven inmortalizada en la portada del disco The Freewheelin' Bob Dylan —de la cual dijo: «Era la cosa más erótica que había visto nunca... El aire se llenó de repente con hojas de plátano. Empezamos a hablar y mi cabeza empezó a dar vueltas»—, fue su pareja desde 1961 hasta 1964. Suze Rotolo era muy activa políticamente e introdujo a Dylan en los círculos de la protesta social dando un giro a su carrera. También le transmitió su pasión por la poesía de Rimbaud y fue musa de canciones tan importantes como «Don't Think Twice, It's Alright», «Tomorrow Is a Long Time», «One Too Many Mornings» y «Boots of Spanish Leather».
Cuando Joan Báez conoció a Dylan, en abril de 1961, ella ya había publicado su primer álbum y fue aclamada como la «reina del folk». En julio de 1963, Baez invitó a Dylan a tocar con ella en el Newport Folk Festival. A partir de ese momento la prensa comenzó a circular rumores de una relación más allá de lo profesional, rumores que retornarían al final de cada una de las relaciones oficiales de Dylan.
Dylan contrajo matrimonio en dos ocasiones. El 22 de noviembre de 1965 se casó con la exmodelo Sara Lownds, con quien tuvo cuatro hijos: Jesse Byron Dylan, que nació el 6 de enero de 1966; Anna Lea, el 11 de julio de 1967; Samuel Isaac Abraham, el 30 de julio de 1968; y Jakob Luke, el 9 de diciembre de 1969. Dylan también adoptó a Maria Lownds, hija que Lownds tuvo en su anterior matrimonio. Dylan y Lownds se divorciaron el 29 de junio de 1977. En «Sara», la canción que Dylan le dedica en el álbum Desire (1976), el cantante evoca otra canción que ella le inspiró al inicio de su relación, «pasando días en el Chelsea Hotel / escribiendo «Sad Eyes Lady of The Lowlands» para ti».
En junio de 1986, Dylan contrajo matrimonio con la corista Carolyn Dennis. Su hija, Desiree Gabrielle Dennis-Dylan, nació el 31 de enero de 1986. La pareja se divorció en octubre de 1992, y su matrimonio fue un secreto para la opinión pública hasta la publicación de la biografía de Howard Sounes Down the Highway: The Life of Bob Dylan en 2001.
Actualmente, cuando no está de gira, Dylan reside en Malibú (California).

## Discografía
| - 1962: Bob Dylan - 1963: The Freewheelin' Bob Dylan - 1964: The Times They Are a-Changin' - 1964: Another Side of Bob Dylan - 1965: Bringing It All Back Home - 1965: Highway 61 Revisited - 1966: Blonde on Blonde - 1967: John Wesley Harding - 1969: Nashville Skyline - 1970: Self Portrait - 1970: New Morning - 1973: Pat Garrett & Billy the Kid - 1973: Dylan - 1974: Planet Waves - 1974: Before the Flood | - 1975: Blood on the Tracks - 1976: Desire - 1976: Hard Rain - 1978: Street Legal - 1979: Slow Train Coming - 1979: Bob Dylan at Budokan - 1980: Saved - 1981: Shot of Love - 1983: Infidels - 1984: Real Live - 1985: Empire Burlesque - 1986: Knocked Out Loaded - 1988: Down in the Groove - 1989: Dylan & The Dead - 1989: Oh Mercy | - 1990: Under the Red Sky - 1992: Good as I Been to You - 1993: The 30th Anniversary Concert Celebration - 1993: World Gone Wrong - 1995: MTV Unplugged - 1997: Time Out of Mind - 2001: "Love and Theft" - 2006: Modern Times - 2009: Together Through Life - 2009: Christmas in the Heart - 2012: Tempest - 2015: Shadows in the Night - 2016: Fallen Angels - 2017: Triplicate - 2020: Rough and Rowdy Ways |

## Lista de premios

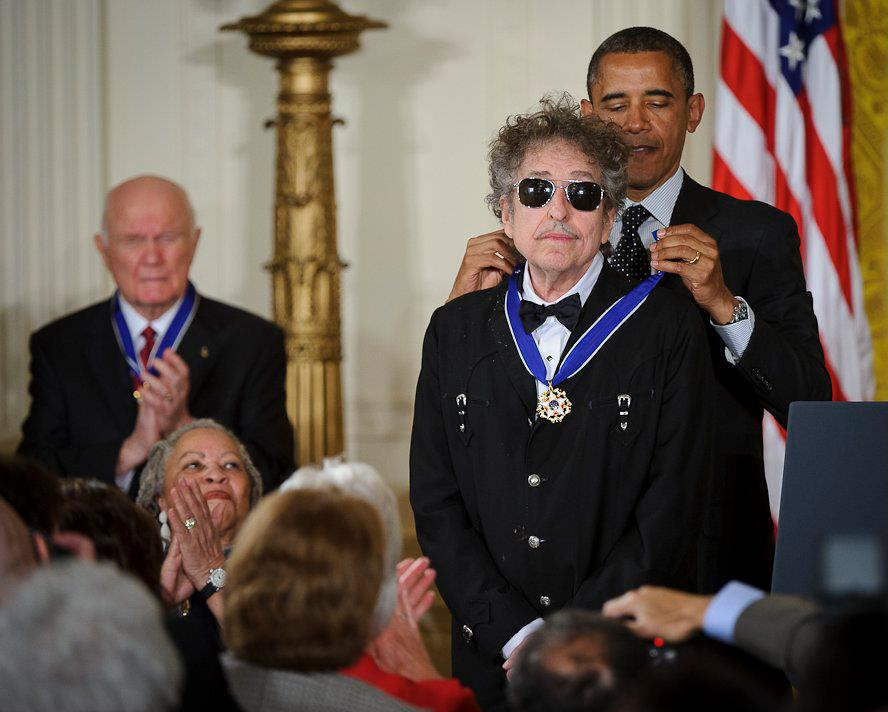
El Presidente de los Estados Unidos Barack Obama otorgó a Dylan la Medalla Presidencial de la Libertad en mayo de 2012.

Dylan ha recibido diversos premios a lo largo de su carrera, entre ellos el Premio Nobel de Literatura, doce Grammys, un premio de la Academia de Cine y un Globo de Oro. Su nombre se halla en el Salón de la Fama del Rock and Roll, el Salón de la Fama de Compositores de Nashville y el Salón de la Fama de los Compositores. En mayo de 2000, ganó el Premio de Música Polar de la Real Academia Sueca de Música, entregado por el rey Carlos XVI Gustavo de Suecia.
En junio de 2007, el músico fue galardonado con el Premio Príncipe de Asturias de las Artes, y un año después recibió un reconocimiento honorario del Premio Pulitzer por su «profundo impacto en la música popular y en la cultura norteamericana, marcado por sus composiciones líricas de extraordinario poder poético». En mayo de 2012, recibió la Medalla Presidencial de la Libertad por parte del presidente Barack Obama.
En noviembre de 2013, Dylan recibió el premio de la Legión de Honor por parte del ministro francés de Educación Aurélie Filippetti. En febrero de 2015, Dylan aceptó el premio Persona del año MusiCares de la National Academy of Recording Arts and Sciences, en reconocimiento de sus contribuciones artísticas y filantrópicas a la sociedad.

### Premio Nobel de Literatura
El 13 de octubre de 2016, la Academia Sueca le otorgó el Premio Nobel de Literatura por «haber creado una nueva expresión poética dentro de la gran tradición de la canción estadounidense». El periódico The New York Times informó que "Dylan, a sus 75 años, es el primer músico en ganar el premio, y su elección este jueves es probablemente la más radical en la historia de los premios desde 1901." A causa del otorgamiento de este premio surgieron muchos comentarios, tanto negativos como positivos, sobre si un cantante debía merecer un premio para escritores o no. Se trataba de la primera vez desde 1993 que el comité del Nobel otorgaba el premio de Literatura a un estadounidense.
El 21 de octubre, un miembro de la Academia Sueca, el escritor Per Wästberg, acusó a Dylan de ser "rudo y arrogante" por ignorar los intentos del Comité del Nobel para contactar con él. La secretaria permanente de la Academia, Sara Danius, replicó: "La Academia Sueca nunca ha mantenido ninguna posición acerca de la decisión de un ganador del premio a este respecto, y tampoco la tendrá ahora." Dylan posteriormente contactó con la Academia, hablando con Danius por teléfono: "Las noticias acerca del premio Nobel me dejaron sin palabras. Aprecio mucho el honor."
Tras dos semanas de especulaciones sobre del silencio de Dylan acerca del premio, se publicó una entrevista en el periódico The Daily Telegraph con Edna Gundersen en la que afirmaba que: "[recibir el premio] ha sido estupendo, increíble. ¿Quién sueña con algo así?" A pesar de ello, el 17 de noviembre la Academia Sueca anunció que Dylan no viajaría a Estocolmo para asistir a la ceremonia de entrega del Nobel debido a "compromisos pre-existentes".
No obstante, en el banquete de los Nobel en Estocolmo, celebrado el 10 de diciembre de 2016, se pronunció un discurso de Dylan, leído por la embajadora de Estados Unidos en Suecia, Azita Raji. En el mismo afirmaba: «Desde edad temprana, me he familiarizado y he leído y absorbido el trabajo de aquellos que fueron señalados con tal distinción: Kipling, Shaw, Thomas Mann, Pearl Buck, Albert Camus, Hemingway. Estos gigantes de la literatura y sus trabajos que se enseñan en las aulas, que se guardan en bibliotecas por todo el mundo y de los que se habla en tono reverente me han causado siempre una gran impresión. Que yo ahora me una a los nombres de una lista así supera, de verdad, cualquier palabra.» El discurso acababa: «Como Shakespeare, yo también estoy a menudo ocupado en la búsqueda de mis esfuerzos creativos y tratando con todos los aspectos de los asuntos mundanos de la vida. "¿Quiénes son los mejores músicos para estas canciones?" "¿Estoy grabando en el estudio correcto?" "¿Esta canción está en la clave correcta?" Algunas cosas nunca cambian, incluso en 400 años. Ni una sola vez he tenido tiempo de preguntarme: "¿Son mis canciones literatura?". Por lo tanto, doy las gracias a la Academia Sueca, por tomarse el tiempo para considerar esa misma pregunta y, en última instancia, proporcionar una respuesta tan maravillosa.» La cantante Patti Smith acudió a la gala de entrega para ofrecer en directo una interpretación de la canción "A Hard Rain's A-Gonna Fall" junto a un acompañamiento orquestal.
El 2 de abril de 2017, la secretaria de la Academia Sueca Sara Danius anunció que la Academia se había reunido con Bob Dylan en una ceremonia privada (sin presencia de los medios de comunicación) en Estocolmo, aprovechando la presencia del cantante para dar dos conciertos en la ciudad, durante la cual la Academia le felicitó por el premio, y Dylan recibió su medalla y diploma: "Doce miembros de la Academia se encontraban presentes. El ambiente era animado. Se tomó champán. Pasamos algo de tiempo mirando con detalle la medalla de oro, en particular el reverso bellamente tallado, una imagen de un hombre joven sentado bajo un árbol de laurel que escucha a la Musa. La inscripción, tomada de la Eneida de Virgilio, dice: Inventas vitam iuvat excoluisse per artes, que puede traducirse de forma aproximada como ”Y ellos que mejoraron la vida en la Tierra por su recién descubierta maestría.”
Finalmente, el 5 de junio de 2017, la Academia Sueca publicó la conferencia de Dylan en su página web. La secretaria Danius comentó: "El discurso es extraordinario y, como cabría esperar, elocuente. Ahora que el discurso ha sido entregado, la aventura Dylan se acerca a su final." En su ensayo, Dylan escribe en detalle acerca del impacto que tuvieron en él tres influyentes libros: Moby Dick de Herman Melville, La Odisea de Homero y Sin novedad en el frente de Erich Maria Remarque. Concluye: "Nuestras canciones están vivas en la tierra de los vivos. Pero las canciones no son como la literatura. Están pensadas para ser cantadas, no leídas. Las palabras de las obras de Shakespeare estaban destinadas para ser interpretadas sobre el escenario. Como las letras de las canciones están destinadas a ser cantadas, no leídas sobre el papel. Y espero que algunos de vosotros tengan la oportunidad de escuchar estas letras en el modo en que se pretendía que fueran escuchadas: en concierto o en una grabación, o de la forma en que la gente escuche las canciones ahora. Regreso de nuevo a Homero, que dice, 'Canta en mí, oh Musa, y a través de mí cuenta la historia'."
| Predecesor: Svetlana Aleksiévich | Premio Nobel de Literatura 2016 | Sucesor: Kazuo Ishiguro |